# Llista de topònims de Ripoll
Llista de topònims (noms propis de lloc) del municipi de Ripoll, al Ripollès
Informació actualitzada per un bot. Els canvis manuals es perdran quan s'actualitzi!

## abric rocós
| imatge | Nom                 | Ubicat a | instància de | Detalls | coordenades                                                         | Protecció | Commons (més fotos) | Dades a WD                    |
| ------ | ------------------- | -------- | ------------ | ------- | ------------------------------------------------------------------- | --------- | ------------------- | ----------------------------- |
|        | Balmes de les Fleus | Ripoll   | abric rocós  |         | 42° 09′ 27″ N, 2° 16′ 37″ E / 42.1574140783694°N,2.27687291143747°E |           |                     | Modifica les dades a Wikidata |
|        | Balmes del Burbau   | Ripoll   | abric rocós  |         | 42° 09′ 35″ N, 2° 16′ 18″ E / 42.1598043008249°N,2.27173740263646°E |           |                     | Modifica les dades a Wikidata |
|        | Balmes del Teixidor | Ripoll   | abric rocós  |         | 42° 09′ 20″ N, 2° 16′ 15″ E / 42.1556376757434°N,2.27084105199381°E |           |                     | Modifica les dades a Wikidata |

## canal
| imatge | Nom                            | Ubicat a | instància de | Detalls                     | coordenades | Protecció                                  | Commons (més fotos)            | Dades a WD                    |
| ------ | ------------------------------ | -------- | ------------ | --------------------------- | --- | ------------------------------------------ | ------------------------------ | ----------------------------- |
|        | Resclosa i canal de Can Guetes | Ripoll   | canal        | 20th century                | 42° 12′ 22″ N, 2° 11′ 57″ E / 42.20616°N,2.199105°E ca:Riu Ter, entre Can Volant i la fàbrica Flipur 689 msnm                   | bé cultural d'interès local                | Resclosa i canal de Can Guetes | Modifica les dades a Wikidata |
|        | Resclosa i canal de l'Almoina  | Ripoll   | canal        |                             | 42° 12′ 12″ N, 2° 10′ 54″ E / 42.203421°N,2.181792°E                                                                            | bé cultural d'interès local                |                                | Modifica les dades a Wikidata |
|        | Resclosa i canal de l'Arquet   | Ripoll   | canal        | 18th century                | 42° 11′ 56″ N, 2° 11′ 22″ E / 42.198929°N,2.189397°E ca:Entre el pont del Raval i el pont de la carretera de Barcelona 679 msnm | bé cultural d'interès local                | Resclosa i canal de l'Arquet   | Modifica les dades a Wikidata |
|        | Séquia Molinar                 | Ripoll   | canal        | Estil: arquitectura popular | 42° 12′ 21″ N, 2° 10′ 31″ E / 42.205899°N,2.175173°E                                                                            | bé cultural d'interès local                |                                | Modifica les dades a Wikidata |
|        | canal de Rama                  | Ripoll   | canal        | Estil: arquitectura popular | 42° 13′ 12″ N, 2° 13′ 01″ E / 42.220012°N,2.217031°E                                                                            | bé integrant del patrimoni cultural català |                                | Modifica les dades a Wikidata |
|        | canal de la Colònia Noguera    | Ripoll   | canal        | Estil: arquitectura popular | 42° 13′ 05″ N, 2° 10′ 05″ E / 42.218161°N,2.168051°E                                                                            | bé cultural d'interès local                | Canal de Can Noguera (Ripoll)  | Modifica les dades a Wikidata |

## carrer
| imatge | Nom                          | Ubicat a | instància de | Detalls                     | coordenades                                                                         | Protecció                   | Commons (més fotos) | Dades a WD                    |
| ------ | ---------------------------- | -------- | ------------ | --------------------------- | ----------------------------------------------------------------------------------- | --------------------------- | ------------------- | ----------------------------- |
|        | Passeig i font de Can Casals | Ripoll   | carrer       | Estil: arquitectura popular | 42° 12′ 30″ N, 2° 11′ 58″ E / 42.208238°N,2.199483°E                                | bé cultural d'interès local |                     | Modifica les dades a Wikidata |
|        | passeig de Ragull            | Ripoll   | carrer       | 19th century                | 42° 11′ 50″ N, 2° 11′ 28″ E / 42.197158°N,2.191048°E ca:Ctra. de Barcelona 682 msnm | bé cultural d'interès local | Passeig de Ragull   | Modifica les dades a Wikidata |

## casa
| imatge | Nom                                   | Ubicat a | instància de          | Detalls                                                                                | coordenades | Protecció                                  | Commons (més fotos)                       | Dades a WD                    |
| ------ | ------------------------------------- | -------- | --------------------- | -------------------------------------------------------------------------------------- | --- | ------------------------------------------ | ----------------------------------------- | ----------------------------- |
|        | Baixos Ca l'Antic                     | Ripoll   | casa                  | 19th century                                                                           | 42° 12′ 00″ N, 2° 11′ 27″ E / 42.200022°N,2.190958°E ca:C. Perdut, 9 683 msnm                                                          | bé cultural d'interès local                | Baixos Ca l'Antic                         | Modifica les dades a Wikidata |
|        | Baixos Cal Sidro                      | Ripoll   | casa                  |                                                                                        | 42° 11′ 59″ N, 2° 11′ 26″ E / 42.199786°N,2.19062°E ca:C. de les Vinyes, 20 683 msnm                                                   | bé cultural d'interès local                | Baixos Cal Sidro                          | Modifica les dades a Wikidata |
|        | Baixos Can Vert                       | Ripoll   | casa                  |                                                                                        | 42° 11′ 59″ N, 2° 11′ 29″ E / 42.199725°N,2.19146°E ca:C. Mossèn Jacint Verdaguer, 11 682 msnm                                         | bé cultural d'interès local                | Baixos Can Vert                           | Modifica les dades a Wikidata |
|        | Baixos Casa Bosch                     | Ripoll   | casa                  | 19th century                                                                           | 42° 12′ 01″ N, 2° 11′ 28″ E / 42.200311°N,2.191083°E ca:Pl. de Tomàs Raguer, 1 684 msnm                                                | bé cultural d'interès local                | Baixos Casa Bosch                         | Modifica les dades a Wikidata |
|        | Baixos Casa Garriga                   | Ripoll   | casa                  | Estil: arquitectura eclèctica 19th century                                             | 42° 11′ 57″ N, 2° 11′ 24″ E / 42.199068°N,2.189924°E ca:Plaça Nova, 3 684 msnm                                                         | bé cultural d'interès local                | Baixos Casa Garriga                       | Modifica les dades a Wikidata |
|        | Baixos Casa Raguer                    | Ripoll   | casa                  |                                                                                        | 42° 11′ 58″ N, 2° 11′ 27″ E / 42.19956°N,2.190942°E ca:C. Vell, 5 683 msnm                                                             | bé cultural d'interès local                | Baixos Casa Raguer                        | Modifica les dades a Wikidata |
|        | Baixos Casa Ramona                    | Ripoll   | casa                  | 19th century                                                                           | 42° 11′ 58″ N, 2° 11′ 24″ E / 42.199328°N,2.189887°E ca:Pl. de la Llibertat, 5 685 msnm                                                | bé cultural d'interès local                | Baixos Casa Ramona                        | Modifica les dades a Wikidata |
|        | Baixos al Raval de Barcelona, 25      | Ripoll   | casa                  | 18th century                                                                           | 42° 11′ 55″ N, 2° 11′ 20″ E / 42.198695°N,2.189007°E ca:C. Raval de Barcelona, 25 685 msnm                                             | bé cultural d'interès local                | Baixos al Raval de Barcelona, 25 (Ripoll) | Modifica les dades a Wikidata |
|        | Baixos al Raval de Barcelona, 27      | Ripoll   | casa                  |                                                                                        | 42° 11′ 55″ N, 2° 11′ 21″ E / 42.198669°N,2.189115°E ca:C. Raval de Barcelona, 27 685 msnm                                             | bé cultural d'interès local                | Baixos al Raval de Barcelona, 27 (Ripoll) | Modifica les dades a Wikidata |
|        | Ca la Quimeta                         | Ripoll   | casa                  | Estil: arquitectura popular 18th century                                               | 42° 11′ 58″ N, 2° 11′ 21″ E / 42.199576°N,2.189246°E ca:C. Pirineus, 28 685 msnm                                                       | bé cultural d'interès local                | Ca la Quimeta                             | Modifica les dades a Wikidata |
|        | Cal Déu                               | Ripoll   | casa                  |                                                                                        | 42° 11′ 23″ N, 2° 11′ 39″ E / 42.189607°N,2.194113°E ca:C. Puig i Cadafalch 680 msnm                                                   | bé cultural d'interès local                | Cal Déu (Ripoll)                          | Modifica les dades a Wikidata |
|        | Cal Quinze                            | Ripoll   | casa                  |                                                                                        | 42° 11′ 47″ N, 2° 12′ 00″ E / 42.196251°N,2.200019°E ca:C. Balandrau - ctra. Olot, Barri Vista Alegre 717 msnm                         | bé cultural d'interès local                | Cal Quinze                                | Modifica les dades a Wikidata |
|        | Can Budallés                          | Ripoll   | casa edifici de museu | Estil: arquitectura del Renaixement arquitectura popular                               | 42° 12′ 04″ N, 2° 11′ 22″ E / 42.201064°N,2.1894°E                                                                                     | bé cultural d'interès local                | Can Budallés                              | Modifica les dades a Wikidata |
|        | Can Clerch                            | Ripoll   | casa                  | Estil: arquitectura eclèctica 20th century                                             | 42° 11′ 59″ N, 2° 11′ 24″ E / 42.199772°N,2.190044°E ca:Pl. de la Llibertat - c. de les Vinyes - c. del Forn 685 msnm                  | bé cultural d'interès local                | Can Clerch (Ripoll)                       | Modifica les dades a Wikidata |
|        | Can Codina                            | Ripoll   | casa                  | Estil: noucentisme 1918                                                                | 42° 12′ 05″ N, 2° 11′ 17″ E / 42.2014°N,2.187971°E                                                                                     | bé cultural d'interès local                | Can Codina (Ripoll)                       | Modifica les dades a Wikidata |
|        | Can Gili                              | Ripoll   | casa                  |                                                                                        | 42° 12′ 08″ N, 2° 10′ 42″ E / 42.2022329387199°N,2.17840385537626°E                                                                    |                                            |                                           | Modifica les dades a Wikidata |
|        | Can Vaquer                            | Ripoll   | casa                  | Estil: arquitectura popular                                                            | 42° 11′ 54″ N, 2° 11′ 28″ E / 42.198415°N,2.191201°E                                                                                   | bé cultural d'interès local                | Can Vaquer (Ripoll)                       | Modifica les dades a Wikidata |
|        | Casa Alòs                             | Ripoll   | casa                  | Arquitecte: Josep Maria Pericas i Morros Estil: modernisme català                      | 42° 11′ 55″ N, 2° 11′ 27″ E / 42.1987°N,2.19091°E                                                                                      | bé cultural d'interès local                | Casa Alòs (Ripoll)                        | Modifica les dades a Wikidata |
|        | Casa Andreu                           | Ripoll   | casa                  | 19th century                                                                           | 42° 11′ 56″ N, 2° 11′ 29″ E / 42.198908°N,2.191308°E ca:Pl. Gran, 6 682 msnm                                                           | bé cultural d'interès local                | Casa Andreu (Ripoll)                      | Modifica les dades a Wikidata |
|        | Casa Bar Pirineus                     | Ripoll   | casa                  |                                                                                        | 42° 12′ 02″ N, 2° 11′ 27″ E / 42.200628°N,2.190755°E                                                                                   | bé cultural d'interès local                | Casa Bar Pirineus                         | Modifica les dades a Wikidata |
|        | Casa Bonada                           | Ripoll   | casa                  | Arquitecte: Joan Rubió i Bellver Estil: arquitectura modernista arquitectura eclèctica | 42° 11′ 55″ N, 2° 11′ 37″ E / 42.1987°N,2.19358°E ca:Carrer Progrés, 7                                                                 | bé cultural d'interès local                | Casa Bonada                               | Modifica les dades a Wikidata |
|        | Casa Buixó                            | Ripoll   | casa                  | Arquitecte: Antoni Coll i Fort Estil: arquitectura modernista 1904                     | 42° 12′ 01″ N, 2° 11′ 20″ E / 42.200277777778°N,2.1888888888889°E ca:Carretera de Ribes                                                | bé cultural d'interès local                | Casa Buixó (Ripoll)                       | Modifica les dades a Wikidata |
|        | Casa Busquets                         | Ripoll   | casa                  | 20th century                                                                           | 42° 11′ 55″ N, 2° 11′ 40″ E / 42.198484°N,2.19456°E ca:Ctra d'Olot - c. Indústria, 12 684 msnm                                         | bé cultural d'interès local                | Casa Busquets (Ripoll)                    | Modifica les dades a Wikidata |
|        | Casa Cal Rojo                         | Ripoll   | casa                  | 18th century                                                                           | 42° 12′ 01″ N, 2° 11′ 26″ E / 42.200174°N,2.190535°E ca:C. d'en Dama, 1 - pl. d'Anselm Clavé - c. Pare Colí, 2 685 msnm                | bé cultural d'interès local                | Casa Cal Rojo                             | Modifica les dades a Wikidata |
|        | Casa Carola                           | Ripoll   | casa                  |                                                                                        | 42° 11′ 58″ N, 2° 11′ 25″ E / 42.199526°N,2.190192°E                                                                                   | bé cultural d'interès local                | Casa Carola                               | Modifica les dades a Wikidata |
|        | Casa Casals                           | Ripoll   | casa                  | 20th century                                                                           | 42° 12′ 34″ N, 2° 12′ 02″ E / 42.209462°N,2.200496°E ca:Ctra. Sant Joan, 68 687 msnm                                                   | bé cultural d'interès local                | Casa Casals (Ripoll)                      | Modifica les dades a Wikidata |
|        | Casa Casals - Huerta                  | Ripoll   | casa                  | 20th century                                                                           | 42° 11′ 58″ N, 2° 11′ 27″ E / 42.199552°N,2.190725°E ca:Pl. Sant Eudald, 9 683 msnm                                                    | bé cultural d'interès local                | Casa Casals - Huerta                      | Modifica les dades a Wikidata |
|        | Casa Comallevosa                      | Ripoll   | casa                  |                                                                                        | 42° 13′ 01″ N, 2° 11′ 43″ E / 42.216835°N,2.195331°E                                                                                   | bé cultural d'interès local                |                                           | Modifica les dades a Wikidata |
|        | Casa Cruells                          | Ripoll   | casa                  | 20th century                                                                           | 42° 11′ 58″ N, 2° 11′ 26″ E / 42.199531°N,2.190537°E ca:C. Sant Pere, 17 - pl. Sant Eudald, 10 683 msnm                                | bé cultural d'interès local                | Casa Cruells (Ripoll)                     | Modifica les dades a Wikidata |
|        | Casa Dou                              | Ripoll   | casa                  |                                                                                        | 42° 11′ 58″ N, 2° 11′ 26″ E / 42.199458°N,2.190501°E                                                                                   | bé cultural d'interès local                | Casa Dou (carrer de Sant Pere)            | Modifica les dades a Wikidata |
|        | Casa Duran                            | Ripoll   | casa                  |                                                                                        | 42° 11′ 56″ N, 2° 11′ 26″ E / 42.198873°N,2.190537°E ca:Plaça Nova, 1 683 msnm                                                         | bé cultural d'interès local                | Casa Duran (Ripoll)                       | Modifica les dades a Wikidata |
|        | Casa Elèctrica de Ripoll              | Ripoll   | casa                  | 20th century                                                                           | 42° 12′ 01″ N, 2° 11′ 25″ E / 42.200184°N,2.190263°E ca:C. Sant Pere, 6 - c. Sant Jaume 686 msnm                                       | bé cultural d'interès local                | Casa Elèctrica de Ripoll                  | Modifica les dades a Wikidata |
|        | Casa Folcrà                           | Ripoll   | casa                  | 19th century                                                                           | 42° 12′ 03″ N, 2° 11′ 19″ E / 42.200791°N,2.188636°E ca:Ctra. de Ribes, 26-28 690 msnm                                                 | bé cultural d'interès local                | Casa Folcrà                               | Modifica les dades a Wikidata |
|        | Casa Guàrdia                          | Ripoll   | casa                  | 19th century                                                                           | 42° 11′ 54″ N, 2° 11′ 33″ E / 42.198204°N,2.192404°E ca:C. Macià Bonaplata, 3 681 msnm                                                 | bé cultural d'interès local                | Casa Guàrdia                              | Modifica les dades a Wikidata |
|        | Casa Masdéu                           | Ripoll   | casa                  | 20th century                                                                           | 42° 11′ 58″ N, 2° 11′ 28″ E / 42.199377°N,2.191186°E ca:Pl. Gran, 12 - c. Verdaguer, 2 682 msnm                                        | bé cultural d'interès local                | Casa Masdéu (Ripoll)                      | Modifica les dades a Wikidata |
|        | Casa Matabosch                        | Ripoll   | casa                  |                                                                                        | 42° 11′ 59″ N, 2° 11′ 21″ E / 42.19984°N,2.189041°E ca:Ctra. de Ribes, 12-14 - c. Vinyes, 5 - c. Pirineus, 24 - c. 27 de Maig 685 msnm | bé cultural d'interès local                | Casa Matabosch                            | Modifica les dades a Wikidata |
|        | Casa Mirapeix                         | Ripoll   | casa                  | 19th century                                                                           | 42° 11′ 57″ N, 2° 11′ 27″ E / 42.19921°N,2.190829°E ca:Pl. Sant Eudald, 4 683 msnm                                                     | bé cultural d'interès local                | Casa Mirapeix                             | Modifica les dades a Wikidata |
|        | Casa Mitjavila                        | Ripoll   | casa                  | 20th century                                                                           | 42° 11′ 55″ N, 2° 11′ 40″ E / 42.198715°N,2.19449°E ca:C. Olot, 15 - c. Indústria 684 msnm                                             | bé cultural d'interès local                | Casa Mitjavila                            | Modifica les dades a Wikidata |
|        | Casa Montadas                         | Ripoll   | casa                  | Estil: arquitectura eclèctica                                                          | 42° 12′ 00″ N, 2° 11′ 30″ E / 42.20001415°N,2.1916195°E                                                                                | bé cultural d'interès local                | Casa del Pla de Font Viva (Ripoll)        | Modifica les dades a Wikidata |
|        | Casa Moreno                           | Ripoll   | casa                  |                                                                                        | 42° 12′ 05″ N, 2° 11′ 13″ E / 42.201522°N,2.186951°E ca:Ctra. de Ribes, 37 692 msnm                                                    | bé cultural d'interès local                | Casa Moreno (Ripoll)                      | Modifica les dades a Wikidata |
|        | Casa Mullol                           | Ripoll   | casa                  | 20th century                                                                           | 42° 11′ 57″ N, 2° 11′ 28″ E / 42.199186°N,2.191231°E ca:Pl. Gran, 14 - c. de la Fruita 682 msnm                                        | bé cultural d'interès local                | Casa Mullol                               | Modifica les dades a Wikidata |
|        | Casa Ojeda                            | Ripoll   | casa                  |                                                                                        | 42° 11′ 58″ N, 2° 11′ 25″ E / 42.199481°N,2.190181°E                                                                                   | bé cultural d'interès local                | Casa Ojeda                                | Modifica les dades a Wikidata |
|        | Casa Padrós                           | Ripoll   | casa                  |                                                                                        | 42° 11′ 44″ N, 2° 11′ 50″ E / 42.195543°N,2.197121°E ca:C. Progrés, 61 681 msnm                                                        | bé cultural d'interès local                | Casa Padrós (Ripoll)                      | Modifica les dades a Wikidata |
|        | Casa Payet - Baixos                   | Ripoll   | casa                  | Estil: arquitectura popular 19th century                                               | 42° 11′ 56″ N, 2° 11′ 26″ E / 42.198928°N,2.190482°E ca:Pl. Nova, 2 684 msnm                                                           | bé cultural d'interès local                | Casa Payet - Baixos                       | Modifica les dades a Wikidata |
|        | Casa Planeses                         | Ripoll   | casa                  | 20th century                                                                           | 42° 12′ 06″ N, 2° 11′ 21″ E / 42.201662°N,2.189119°E ca:Raval de Sant Pere, 16                                                         | bé cultural d'interès local                | Casa Planeses, Ripoll                     | Modifica les dades a Wikidata |
|        | Casa Portell                          | Ripoll   | casa                  | 19th century                                                                           | 42° 11′ 57″ N, 2° 11′ 33″ E / 42.19912°N,2.192459°E ca:Pg. Sant Joan, 3 - c. Escorxador 682 msnm                                       | bé cultural d'interès local                | Casa Portell, Ripoll                      | Modifica les dades a Wikidata |
|        | Casa Pous Campà                       | Ripoll   | casa                  | 19th century                                                                           | 42° 12′ 00″ N, 2° 11′ 28″ E / 42.200065°N,2.191146°E ca:Pl. de Tomàs Raguer, 11 683 msnm                                               | bé cultural d'interès local                | Casa Pous Campà                           | Modifica les dades a Wikidata |
|        | Casa Pujol                            | Ripoll   | casa                  |                                                                                        | 42° 11′ 52″ N, 2° 11′ 41″ E / 42.197806°N,2.194613°E ca:C. Progrés, 25 - c. Ter, 5 682 msnm                                            | bé cultural d'interès local                | Casa Pujol (Ripoll)                       | Modifica les dades a Wikidata |
|        | Casa Sant Quintí                      | Ripoll   | casa                  |                                                                                        | 42° 10′ 48″ N, 2° 11′ 44″ E / 42.180122°N,2.195519°E                                                                                   | bé cultural d'interès local                |                                           | Modifica les dades a Wikidata |
|        | Casa Serra                            | Ripoll   | casa                  |                                                                                        | 42° 12′ 02″ N, 2° 11′ 26″ E / 42.200535°N,2.190664°E ca:Pl. Clavé - c. de la Font, 2 - pl. Ajuntament 687 msnm                         | bé cultural d'interès local                | Casa Serra (Ripoll)                       | Modifica les dades a Wikidata |
|        | Casa Siqués                           | Ripoll   | casa                  |                                                                                        | 42° 11′ 56″ N, 2° 11′ 35″ E / 42.198922°N,2.193112°E                                                                                   | bé cultural d'interès local                | Casa Xiqués (Ripoll)                      | Modifica les dades a Wikidata |
|        | Casa Solanell                         | Ripoll   | casa                  | 17th century                                                                           | 42° 12′ 02″ N, 2° 11′ 22″ E / 42.200608°N,2.189368°E ca:C. Trinitat, 6 691 msnm                                                        | bé cultural d'interès local                | Casa Solanell (Ripoll)                    | Modifica les dades a Wikidata |
|        | Casa Soldevila                        | Ripoll   | casa                  | 20th century                                                                           | 42° 11′ 54″ N, 2° 11′ 27″ E / 42.19841°N,2.19097°E ca:Pl. Gran, 23 682 msnm                                                            | bé cultural d'interès local                | Casa Soldevila (Ripoll)                   | Modifica les dades a Wikidata |
|        | Casa Soldevila-Bussanya               | Ripoll   | casa                  | 20th century                                                                           | 42° 11′ 54″ N, 2° 11′ 28″ E / 42.198405°N,2.190973°E ca:Pl. Gran, 25 682 msnm                                                          | bé cultural d'interès local                | Casa Soldevila-Bussanya                   | Modifica les dades a Wikidata |
|        | Casa Suñer                            | Ripoll   | casa                  | 19th century                                                                           | 42° 11′ 59″ N, 2° 11′ 27″ E / 42.199835°N,2.190875°E ca:C. de les Vinyes, 25 - c. Perdut, 10 - c. Pare Colí, 11 683 msnm               | bé cultural d'interès local                | Casa Suñer (Ripoll)                       | Modifica les dades a Wikidata |
|        | Casa Tarracó                          | Ripoll   | casa                  | 20th century                                                                           | 42° 11′ 59″ N, 2° 11′ 25″ E / 42.199705°N,2.190399°E ca:C. Sant Pere, 18-20 - c. de les Vinyes - c. dels Tallaferro 684 msnm           | bé cultural d'interès local                | Casa Tarracó (Ripoll)                     | Modifica les dades a Wikidata |
|        | Casa Terradellas                      | Ripoll   | casa                  | 20th century                                                                           | 42° 11′ 59″ N, 2° 11′ 25″ E / 42.199646°N,2.19014°E ca:Pl. de la Llibertat, 13 - c. dels Tallaferro 685 msnm                           | bé cultural d'interès local                | Casa Terradellas (Ripoll)                 | Modifica les dades a Wikidata |
|        | Casa Ticó                             | Ripoll   | casa                  | 20th century                                                                           | 42° 12′ 03″ N, 2° 11′ 27″ E / 42.200715°N,2.190837°E ca:Pl de l'Ajuntament, 5 - c. Morgades 686 msnm                                   | bé cultural d'interès local                | Casa Ticó (Ripoll)                        | Modifica les dades a Wikidata |
|        | Casa Uñó                              | Ripoll   | casa                  | 20th century                                                                           | 42° 12′ 02″ N, 2° 11′ 25″ E / 42.200556°N,2.190168°E ca:Pl. Cívica, 11 - c. del Monestir, 2 687 msnm                                   | bé cultural d'interès local                | Casa Uñó                                  | Modifica les dades a Wikidata |
|        | Casa Vilà                             | Ripoll   | casa                  | 20th century                                                                           | 42° 11′ 57″ N, 2° 11′ 23″ E / 42.19909°N,2.189634°E ca:C. del Prat, 7 - pg. de la Farga Catalana 683 msnm                              | bé cultural d'interès local                | Casa Vilà (Ripoll)                        | Modifica les dades a Wikidata |
|        | Casa al Pla de Ginebret               | Ripoll   | casa                  | Estil: arquitectura eclèctica Estat: enderrocat o destruït                             | | bé integrant del patrimoni cultural català |                                           | Modifica les dades a Wikidata |
|        | Casal de Taurinyà                     | Ripoll   | casa                  | Estil: arquitectura popular 17th century                                               | 42° 11′ 56″ N, 2° 11′ 24″ E / 42.19899°N,2.190091°E ca:Plaça Nova, 6 684 msnm                                                          | bé cultural d'interès local                | Casal de Taurinyà                         | Modifica les dades a Wikidata |
|        | Conjunt de Can Serrallonga            | Ripoll   | casa                  | 19th century                                                                           | 42° 12′ 09″ N, 2° 11′ 09″ E / 42.202523°N,2.185854°E ca:Passatge de Can Serrallonga - Raval de Sant Pere, 51-53 697 msnm               | bé cultural d'interès local                | Conjunt de Can Serrallonga                | Modifica les dades a Wikidata |
|        | Edifici Sayós Bonet                   | Ripoll   | casa                  |                                                                                        | 42° 11′ 59″ N, 2° 11′ 28″ E / 42.19982°N,2.191087°E ca:C. de les Vinyes, 26 - Carrerot Camprubí 683 msnm                               | bé cultural d'interès local                | Edifici Sayós Bonet                       | Modifica les dades a Wikidata |
|        | Obertures d'una casa de la plaça Dama | Ripoll   | casa                  | 18th century                                                                           | 42° 12′ 01″ N, 2° 11′ 25″ E / 42.200252°N,2.190371°E ca:Pl. d'en Dama 685 msnm                                                         | bé cultural d'interès local                | Obertures de la plaça d'en Dama (Ripoll)  | Modifica les dades a Wikidata |
|        | Obrador Anfruns                       | Ripoll   | casa                  | 18th century                                                                           | 42° 12′ 00″ N, 2° 11′ 24″ E / 42.200032°N,2.190007°E ca:C. Sant Jaume - c. del Forn 686 msnm                                           | bé cultural d'interès local                | Obrador Anfruns                           | Modifica les dades a Wikidata |
|        | Rectoria                              | Ripoll   | casa                  | Arquitecte: Antoni Coll i Fort Estil: arquitectura popular                             | 42° 12′ 06″ N, 2° 11′ 30″ E / 42.201785°N,2.191665°E                                                                                   | bé cultural d'interès local                | Rectoria (Ripoll)                         | Modifica les dades a Wikidata |
|        | Rellotge de sol de Ca la Marina       | Ripoll   | casa                  | 20th century                                                                           | 42° 11′ 53″ N, 2° 11′ 37″ E / 42.19815°N,2.19355°E ca:C. de l'Estació, 9 682 msnm                                                      | bé cultural d'interès local                | Rellotge de sol de Ca la Marina           | Modifica les dades a Wikidata |
|        | Torre Illa                            | Ripoll   | casa                  | 19th century                                                                           | 42° 11′ 33″ N, 2° 11′ 34″ E / 42.192622°N,2.192832°E ca:Ctra. Barcelona 680 msnm                                                       | bé cultural d'interès local                | Torre Illa (Ripoll)                       | Modifica les dades a Wikidata |
|        | Villa Consuelo                        | Ripoll   | casa                  | Estil: arquitectura neoclàssica arquitectura popular 19th century                      | 42° 12′ 09″ N, 2° 11′ 06″ E / 42.202409°N,2.185043°E ca:Ctra. de Ribes, 68-70 695 msnm                                                 | bé cultural d'interès local                | Villa Consuelo                            | Modifica les dades a Wikidata |
|        | habitatges del Pla                    | Ripoll   | casa                  |                                                                                        | 42° 11′ 46″ N, 2° 11′ 31″ E / 42.19607°N,2.191863°E ca:C. Remei, 3 - ctra. Barcelona, 1 681 msnm                                       | bé cultural d'interès local                | Habitatges del Pla                        | Modifica les dades a Wikidata |
|        | l'Arquet                              | Ripoll   | casa                  | 19th century                                                                           | 42° 11′ 54″ N, 2° 11′ 28″ E / 42.198196°N,2.191034°E ca:Pl. Gran, 1 - Riu Freser - Passatge de l'Arquet 682 msnm                       | bé cultural d'interès local                | L'Arquet (Ripoll)                         | Modifica les dades a Wikidata |

## cementiri
| imatge | Nom                 | Ubicat a | instància de | Detalls                                                 | coordenades                                                        | Protecció                   | Commons (més fotos) | Dades a WD                    |
| ------ | ------------------- | -------- | ------------ | ------------------------------------------------------- | ------------------------------------------------------------------ | --------------------------- | ------------------- | ----------------------------- |
|        | cementiri de Ripoll | Ripoll   | cementiri    | Estil: arquitectura modernista arquitectura neoclàssica | 42° 12′ 16″ N, 2° 11′ 32″ E / 42.204421°N,2.192255°E               | bé cultural d'interès local | Cementiri de Ripoll | Modifica les dades a Wikidata |
|        | el Panteó           | Ripoll   | cementiri    |                                                         | 42° 09′ 22″ N, 2° 15′ 00″ E / 42.1560078747566°N,2.2500296242587°E |                             |                     | Modifica les dades a Wikidata |

## curs d'aigua
| imatge | Nom                  | Ubicat a                                  | instància de               | Detalls                                                 | coordenades | Protecció | Commons (més fotos) | Dades a WD                    |
| ------ | -------------------- | ----------------------------------------- | -------------------------- | ------------------------------------------------------- | --- | --------- | ------------------- | ----------------------------- |
|        | Ter                  | Ripollès Osona Selva Gironès Baix Empordà | curs d'aigua riu principal | Desemboca: mar Mediterrània Llarg: 208km Conca: 3010km² | 42° 25′ 40″ N, 2° 15′ 24″ E / 42.427778°N,2.256667°E 42° 01′ 24″ N, 3° 11′ 31″ E / 42.02347°N,3.19187°E         |           | Ter River           | Modifica les dades a Wikidata |
|        | el Freser            | Ripollès                                  | curs d'aigua               | Desemboca: Ter Llarg: 32km                              | 42° 24′ 05″ N, 2° 13′ 47″ E / 42.401256°N,2.229642°E 42° 12′ 14″ N, 2° 10′ 39″ E / 42.20379°N,2.1774°E 702 msnm |           | Freser River        | Modifica les dades a Wikidata |
|        | el Merdàs            | Gombrèn Campdevànol                       | curs d'aigua               | Desemboca: Ter                                          | 42° 14′ 42″ N, 2° 02′ 31″ E / 42.2449°N,2.04203°E 42° 13′ 28″ N, 2° 09′ 14″ E / 42.22445°N,2.15384°E            |           |                     | Modifica les dades a Wikidata |
|        | riera de Sant Quintí | les Llosses Ripoll                        | curs d'aigua               | Desemboca: Ter Llarg: 13.14km Conca: 45.99km²           | 42° 09′ 09″ N, 2° 06′ 06″ E / 42.15262°N,2.101529°E 42° 10′ 39″ N, 2° 11′ 43″ E / 42.177504°N,2.195219°E        |           |                     | Modifica les dades a Wikidata |

## edifici
| imatge | Nom                                                   | Ubicat a | instància de                | Detalls                                                         | coordenades | Protecció                   | Commons (més fotos)                                  | Dades a WD                    |
| ------ | ----------------------------------------------------- | -------- | --------------------------- | --------------------------------------------------------------- | --- | --------------------------- | ---------------------------------------------------- | ----------------------------- |
|        | Casal de Rama                                         | Ripoll   | edifici                     | Arquitecte: Raimon Duran i Reynals                              | 42° 13′ 17″ N, 2° 13′ 33″ E / 42.2214°N,2.22583°E                                                                    | bé cultural d'interès local |                                                      | Modifica les dades a Wikidata |
|        | Cases Colònia Noguera                                 | Ripoll   | edifici                     |                                                                 | 42° 12′ 49″ N, 2° 10′ 06″ E / 42.213564°N,2.16841°E                                                                  | bé cultural d'interès local |                                                      | Modifica les dades a Wikidata |
|        | Caseta i túnel del ferrocarril Transpirenaic          | Ripoll   | edifici                     |                                                                 | 42° 11′ 52″ N, 2° 11′ 25″ E / 42.197717°N,2.1903°E ca:Pg. de Ragull, 6 683 msnm                                      | bé cultural d'interès local | Caseta i túnel del ferrocarril Transpirenaic         | Modifica les dades a Wikidata |
|        | Casetes del tren                                      | Ripoll   | edifici                     | Estil: arquitectura popular                                     | 42° 13′ 05″ N, 2° 12′ 58″ E / 42.218068°N,2.216142°E                                                                 | bé cultural d'interès local |                                                      | Modifica les dades a Wikidata |
|        | Conjunt Casals                                        | Ripoll   | edifici                     | 20th century                                                    | 42° 12′ 32″ N, 2° 11′ 58″ E / 42.208951°N,2.199564°E ca:Ctra. de Sant Joan 780 msnm                                  | bé cultural d'interès local | Conjunt Casals                                       | Modifica les dades a Wikidata |
|        | Conjunt Palau                                         | Ripoll   | edifici                     | Estil: arquitectura popular                                     | 42° 11′ 57″ N, 2° 11′ 20″ E / 42.199211°N,2.18875°E                                                                  | bé cultural d'interès local |                                                      | Modifica les dades a Wikidata |
|        | Conjunt el Bofí i Sant Vicenç de Puigmal              | Ripoll   | edifici                     |                                                                 | 42° 09′ 43″ N, 2° 13′ 36″ E / 42.161833°N,2.226625°E                                                                 | bé cultural d'interès local |                                                      | Modifica les dades a Wikidata |
|        | Conjunt hidràulic de Ca n'Aliguer                     | Ripoll   | edifici                     |                                                                 | 42° 09′ 07″ N, 2° 12′ 13″ E / 42.151882°N,2.203553°E                                                                 | bé cultural d'interès local |                                                      | Modifica les dades a Wikidata |
|        | Conjunt hidràulic l'Escala                            | Ripoll   | edifici                     |                                                                 | 42° 09′ 16″ N, 2° 12′ 32″ E / 42.154395°N,2.208907°E                                                                 | bé cultural d'interès local |                                                      | Modifica les dades a Wikidata |
|        | Consell Comarcal del Ripollès                         | Ripoll   | edifici                     |                                                                 | 42° 11′ 52″ N, 2° 11′ 40″ E / 42.1977800578957°N,2.19437694972637°E                                                  |                             |                                                      | Modifica les dades a Wikidata |
|        | Desaigües de la fàbrica tèxtil Bach                   | Ripoll   | edifici                     |                                                                 | 42° 11′ 58″ N, 2° 11′ 30″ E / 42.199387°N,2.191684°E ca:Riu Ter entre els ponts d'Olot i de Macià Bonaplata 677 msnm | bé cultural d'interès local | Desaigües de la fàbrica tèxtil Bach                  | Modifica les dades a Wikidata |
|        | Dipòsit d'aigua i hangars                             | Ripoll   | edifici                     | 19th century                                                    | 42° 11′ 48″ N, 2° 11′ 42″ E / 42.196797°N,2.194902°E 680 msnm                                                        | bé cultural d'interès local | Dipòsit d'aigua i hangars (Ripoll)                   | Modifica les dades a Wikidata |
|        | Edifici Banc Central                                  | Ripoll   | edifici                     |                                                                 | 42° 11′ 58″ N, 2° 11′ 27″ E / 42.199562°N,2.190841°E                                                                 | bé cultural d'interès local | Edifici Banc Central (Ripoll)                        | Modifica les dades a Wikidata |
|        | Edifici Banesto                                       | Ripoll   | edifici                     |                                                                 | 42° 11′ 58″ N, 2° 11′ 28″ E / 42.199333333333335°N,2.191°E                                                           | bé cultural d'interès local | Edifici Banesto (Ripoll)                             | Modifica les dades a Wikidata |
|        | Edifici Caixa de Pensions                             | Ripoll   | edifici                     |                                                                 | 42° 11′ 57″ N, 2° 11′ 26″ E / 42.199298°N,2.190652°E                                                                 | bé cultural d'interès local | Edifici Caixa de Pensions (Ripoll)                   | Modifica les dades a Wikidata |
|        | Escola Salesiana                                      | Ripoll   | edifici                     | 20th century                                                    | 42° 11′ 59″ N, 2° 11′ 17″ E / 42.199596°N,2.188166°E ca:Pl. de l'1 d'Octubre, 2 682 msnm                             | bé cultural d'interès local | Escola Salesiana (Ripoll)                            | Modifica les dades a Wikidata |
|        | Escoles Joan Maragall                                 | Ripoll   | edifici                     | Estil: racionalisme arquitectònic 1936                          | 42° 11′ 43″ N, 2° 11′ 29″ E / 42.195243°N,2.191497°E ca:Ctra. de Barcelona - c. Josep Pellicer 684 msnm              | bé cultural d'interès local | Escoles Joan Maragall                                | Modifica les dades a Wikidata |
|        | Escoles Sant Bernabé de les Tenes                     | Ripoll   | edifici                     |                                                                 | 42° 11′ 41″ N, 2° 14′ 29″ E / 42.194584°N,2.241446°E                                                                 | bé cultural d'interès local |                                                      | Modifica les dades a Wikidata |
|        | Escorxador municipal                                  | Ripoll   | edifici                     | Arquitecte: Antoni Coll i Fort Estil: arquitectura popular 1906 | 42° 11′ 58″ N, 2° 11′ 33″ E / 42.199571°N,2.192503°E                                                                 | bé cultural d'interès local | Antic escorxador municipal (Ripoll)                  | Modifica les dades a Wikidata |
|        | Espai i passera de vianants de La Lira                | Ripoll   | edifici                     |                                                                 | 42° 11′ 58″ N, 2° 11′ 30″ E / 42.199445°N,2.191559°E ca:C. Mossén Cinto Verdaguer 682 msnm                           | bé cultural d'interès local | Espai i passera de vianants de La Lira               | Modifica les dades a Wikidata |
|        | Estació nova                                          | Ripoll   | edifici                     |                                                                 | 42° 11′ 42″ N, 2° 11′ 46″ E / 42.195°N,2.19622°E                                                                     | bé cultural d'interès local | Estació nova (Ripoll)                                | Modifica les dades a Wikidata |
|        | Estació vella de Ripoll                               | Ripoll   | edifici                     | Estil: arquitectura eclèctica arquitectura del ferro            | 42° 11′ 48″ N, 2° 11′ 41″ E / 42.196666666666665°N,2.194722222222222°E                                               | bé cultural d'interès local | Old train station of Ripoll                          | Modifica les dades a Wikidata |
|        | Farinera Serdà                                        | Ripoll   | edifici                     | 19th century                                                    | 42° 12′ 03″ N, 2° 11′ 28″ E / 42.200899°N,2.191196°E ca:Pl. de Josep Terradellas 685 msnm                            | bé cultural d'interès local | Farinera Serdà                                       | Modifica les dades a Wikidata |
|        | Farmàcia Sargatal                                     | Ripoll   | edifici oficina de farmàcia | 19th century                                                    | 42° 11′ 57″ N, 2° 11′ 26″ E / 42.199175°N,2.190687°E ca:Plaça de Sant Eudald, 2                                      | bé cultural d'interès local | Farmàcia Sargatal                                    | Modifica les dades a Wikidata |
|        | Forn de pa i parets seques de Sant Quintí             | Ripoll   | edifici                     |                                                                 | 42° 10′ 50″ N, 2° 11′ 38″ E / 42.180511°N,2.193807°E                                                                 | bé cultural d'interès local |                                                      | Modifica les dades a Wikidata |
|        | Fortí de Can Violí                                    | Ripoll   | edifici                     |                                                                 | 42° 12′ 25″ N, 2° 11′ 32″ E / 42.206952°N,2.192301°E                                                                 | bé cultural d'interès local |                                                      | Modifica les dades a Wikidata |
|        | Fortí de l'Estrella                                   | Ripoll   | edifici                     | Estil: arquitectura popular                                     | 42° 12′ 02″ N, 2° 11′ 20″ E / 42.200467°N,2.188961°E                                                                 | bé cultural d'interès local | Fortí de l'Estrella                                  | Modifica les dades a Wikidata |
|        | Fortí del Pla de la Bandera                           | Ripoll   | edifici                     |                                                                 | 42° 11′ 49″ N, 2° 11′ 16″ E / 42.196909°N,2.187658°E                                                                 | bé cultural d'interès local |                                                      | Modifica les dades a Wikidata |
|        | Fàbrica el Pla                                        | Ripoll   | edifici                     | 19th century                                                    | 42° 11′ 39″ N, 2° 11′ 37″ E / 42.194212°N,2.193508°E ca:Ctra. Barcelona 674 msnm                                     | bé cultural d'interès local | Fàbrica el Pla                                       | Modifica les dades a Wikidata |
|        | Fàbrica i xemeneia Nicolau                            | Ripoll   | edifici                     | 19th century                                                    | 42° 12′ 06″ N, 2° 11′ 25″ E / 42.201647°N,2.19019°E ca:Raval de Sant Pere - pg. d'Elies Rogent 700 msnm              | bé cultural d'interès local | Fàbrica i xemeneia Nicolau                           | Modifica les dades a Wikidata |
|        | Hivernacle Escola Taller                              | Ripoll   | edifici                     | Estil: arquitectura popular 20th century                        | 42° 12′ 08″ N, 2° 11′ 11″ E / 42.20228°N,2.186451°E ca:Raval de Sant Pere 705 msnm                                   | bé cultural d'interès local | Hivernacle Escola Taller                             | Modifica les dades a Wikidata |
|        | Mausoleu als Carrabiners                              | Ripoll   | edifici                     | Estil: arquitectura neoclàssica                                 | 42° 09′ 21″ N, 2° 14′ 49″ E / 42.155897°N,2.246872°E                                                                 | bé cultural d'interès local |                                                      | Modifica les dades a Wikidata |
|        | Mina d'aigua de la Querola                            | Ripoll   | edifici                     | Estil: arquitectura popular                                     | 42° 12′ 37″ N, 2° 10′ 26″ E / 42.210185°N,2.174005°E                                                                 | bé cultural d'interès local |                                                      | Modifica les dades a Wikidata |
|        | Naus de Can Casals                                    | Ripoll   | edifici                     | 20th century                                                    | 42° 12′ 29″ N, 2° 11′ 55″ E / 42.207947°N,2.19871°E ca:Ctra. Sant Joan 696 msnm                                      | bé cultural d'interès local | Naus de Can Casals                                   | Modifica les dades a Wikidata |
|        | Refugi de la Guerra Civil a la carretera de Sant Joan | Ripoll   | edifici                     | Estil: arquitectura popular                                     | | bé cultural d'interès local |                                                      | Modifica les dades a Wikidata |
|        | Refugi de la Guerra Civil a la plaça de l'Ajuntament  | Ripoll   | edifici                     | Estil: arquitectura popular 20th century                        | 42° 12′ 03″ N, 2° 11′ 26″ E / 42.20073°N,2.190612°E ca:Pl. de l'Ajuntament 688 msnm                                  | bé cultural d'interès local | Refugi de la Guerra Civil a la plaça de l'Ajuntament | Modifica les dades a Wikidata |
|        | Rentadors de Can Pòlit                                | Ripoll   | edifici                     | 20th century                                                    | 42° 12′ 12″ N, 2° 11′ 34″ E / 42.203278°N,2.192695°E ca:Final del carrer de Mn. Cinto Verdaguer 685 msnm             | bé cultural d'interès local | Rentadors de Can Pòlit                               | Modifica les dades a Wikidata |
|        | Ruta del Ferro                                        | Ripoll   | edifici                     |                                                                 | 42° 12′ 12″ N, 2° 11′ 41″ E / 42.203239°N,2.194709°E                                                                 | bé cultural d'interès local |                                                      | Modifica les dades a Wikidata |

## entitat singular de població
| imatge | Nom                       | Ubicat a | instància de                                                                   | Detalls  | coordenades                                                                  | Protecció | Commons (més fotos) | Dades a WD                    |
| ------ | ------------------------- | -------- | ------------------------------------------------------------------------------ | -------- | ---------------------------------------------------------------------------- | --------- | ------------------- | ----------------------------- |
|        | Llaés                     | Ripoll   | entitat singular de població ens local històric de Catalunya                   | 16 hab   | 42° 09′ 16″ N, 2° 14′ 54″ E / 42.154451084555°N,2.2484298654982°E 916 msnm   |           | Llaés               | Modifica les dades a Wikidata |
|        | Ordina                    | Ripoll   | entitat singular de població                                                   | 134 hab  | 42° 12′ 06″ N, 2° 10′ 31″ E / 42.2016808363°N,2.1751934361189°E 698 msnm     |           |                     | Modifica les dades a Wikidata |
|        | Rama                      | Ripoll   | entitat singular de població                                                   | 16 hab   | 42° 13′ 18″ N, 2° 13′ 38″ E / 42.2216825962892°N,2.22709131052436°E 757 msnm |           |                     | Modifica les dades a Wikidata |
|        | Ripoll                    | Ripoll   | entitat singular de població ens local històric de Catalunya capital municipal | 9405 hab | 42° 12′ 02″ N, 2° 11′ 25″ E / 42.20064°N,2.19033°E 690 msnm                  |           |                     | Modifica les dades a Wikidata |
|        | Rocafiguera               | Ripoll   | entitat singular de població                                                   | 80 hab   | 42° 12′ 39″ N, 2° 10′ 39″ E / 42.210703556587°N,2.1774989578003°E 706 msnm   |           |                     | Modifica les dades a Wikidata |
|        | Sant Antoni               | Ripoll   | entitat singular de població                                                   | 10 hab   | 42° 11′ 10″ N, 2° 12′ 36″ E / 42.186136°N,2.21002°E 1072 msnm                |           |                     | Modifica les dades a Wikidata |
|        | Sant Bartomeu             | Ripoll   | entitat singular de població                                                   | 49 hab   | 42° 11′ 57″ N, 2° 11′ 44″ E / 42.19905599°N,2.19567523°E 721 msnm            |           |                     | Modifica les dades a Wikidata |
|        | Sant Bernabé de les Tenes | Ripoll   | entitat singular de població                                                   | 16 hab   | 42° 11′ 38″ N, 2° 14′ 56″ E / 42.1939704102982°N,2.24879370441911°E 800 msnm |           |                     | Modifica les dades a Wikidata |
|        | Sant Roc                  | Ripoll   | entitat singular de població                                                   | 71 hab   | 42° 12′ 28″ N, 2° 11′ 04″ E / 42.20774927°N,2.18449251°E 762 msnm            |           |                     | Modifica les dades a Wikidata |
|        | el Remei                  | Ripoll   | entitat singular de població                                                   | 30 hab   | 42° 11′ 13″ N, 2° 10′ 43″ E / 42.187069°N,2.178518°E 805 msnm                |           |                     | Modifica les dades a Wikidata |
|        | els Brucs                 | Ripoll   | entitat singular de població                                                   | 919 hab  | 42° 11′ 04″ N, 2° 10′ 18″ E / 42.184544515104°N,2.1717833692569°E 832 msnm   |           |                     | Modifica les dades a Wikidata |
|        | la Colònia de Santa Maria | Ripoll   | entitat singular de població                                                   | 27 hab   | 42° 10′ 28″ N, 2° 11′ 34″ E / 42.17448491°N,2.19282662°E 660 msnm            |           |                     | Modifica les dades a Wikidata |

## església
| imatge | Nom                                | Ubicat a | instància de      | Detalls                                                                           | coordenades                                                                       | Protecció                                            | Commons (més fotos)             | Dades a WD                    |
| ------ | ---------------------------------- | -------- | ----------------- | --------------------------------------------------------------------------------- | --------------------------------------------------------------------------------- | ---------------------------------------------------- | ------------------------------- | ----------------------------- |
|        | Ermita de Sant Roc                 | Ripoll   | església ermita   |                                                                                   | 42° 12′ 35″ N, 2° 11′ 21″ E / 42.209738°N,2.189034°E                              | bé cultural d'interès local                          |                                 | Modifica les dades a Wikidata |
|        | Ermita del Calvari                 | Ripoll   | església          |                                                                                   | 42° 11′ 52″ N, 2° 11′ 07″ E / 42.197832°N,2.185261°E                              | bé cultural d'interès local                          |                                 | Modifica les dades a Wikidata |
|        | Ermita del Remei de Baix           | Ripoll   | església ermita   | Estil: arquitectura popular Estat: ruïnós                                         | 42° 10′ 41″ N, 2° 11′ 35″ E / 42.178068°N,2.192976°E                              | bé cultural d'interès local                          | Ermita del Remei de Baix        | Modifica les dades a Wikidata |
|        | Mare de Déu de la Cau              | Ripoll   | església capella  |                                                                                   | 42° 09′ 48″ N, 2° 15′ 47″ E / 42.1633060426695°N,2.26300540382982°E 1323 msnm     |                                                      |                                 | Modifica les dades a Wikidata |
|        | Sant Antoni de Morers              | Ripoll   | església ermita   |                                                                                   | 42° 11′ 12″ N, 2° 12′ 42″ E / 42.186627136711°N,2.2117189856573°E                 | bé cultural d'interès local                          |                                 | Modifica les dades a Wikidata |
|        | Sant Bartomeu de Ripoll            | Ripoll   | església          | 9th century Estat: ruïnós                                                         | 42° 12′ 04″ N, 2° 11′ 58″ E / 42.201084°N,2.19935°E 907 msnm                      | bé cultural d'interès local                          | Sant Bartomeu de Ripoll         | Modifica les dades a Wikidata |
|        | Sant Bernabé de Tenes              | Ripoll   | església          |                                                                                   | 42° 11′ 38″ N, 2° 14′ 44″ E / 42.19399°N,2.24559°E                                | bé cultural d'interès local                          |                                 | Modifica les dades a Wikidata |
|        | Sant Jaume del Barretó             | Ripoll   | església          |                                                                                   | 42° 08′ 51″ N, 2° 17′ 23″ E / 42.147628°N,2.289809°E                              | bé cultural d'interès local                          |                                 | Modifica les dades a Wikidata |
|        | Sant Miquel de la Roqueta          | Ripoll   | església          | Arquitecte: Joan Rubió i Bellver Estil: modernisme català arquitectura modernista | 42° 11′ 57″ N, 2° 11′ 38″ E / 42.1993°N,2.19387°E                                 | bé cultural d'interès local                          | Sant Miquel de la Roqueta       | Modifica les dades a Wikidata |
|        | Sant Pere de Ripoll                | Ripoll   | església          |                                                                                   | 42° 12′ 05″ N, 2° 11′ 24″ E / 42.2013°N,2.18997°E                                 | bé cultural d'interès local                          | Església de Sant Pere de Ripoll | Modifica les dades a Wikidata |
|        | Sant Roc                           | Ripoll   | església capella  |                                                                                   | 42° 12′ 49″ N, 2° 11′ 18″ E / 42.213482817241°N,2.1883664559696°E 910 msnm        |                                                      |                                 | Modifica les dades a Wikidata |
|        | Sant Vicenç de Puigmal             | Ripoll   | església          | Estat: ruïnós                                                                     | 42° 09′ 44″ N, 2° 13′ 32″ E / 42.1621775249688°N,2.22567332544989°E 846 msnm      |                                                      |                                 | Modifica les dades a Wikidata |
|        | Santa Maria del Catllar            | Ripoll   | església santuari | Estat: ruïnós                                                                     | 42° 11′ 31″ N, 2° 10′ 21″ E / 42.191917°N,2.172411°E ca:Cim del Catllar 1105 msnm | bé d'interès cultural bé cultural d'interès nacional | Santa Maria del Catllar         | Modifica les dades a Wikidata |
|        | capella del Remei de Dalt          | Ripoll   | església capella  |                                                                                   | 42° 11′ 14″ N, 2° 10′ 44″ E / 42.187298347155°N,2.1790134592588°E                 | bé cultural d'interès local                          |                                 | Modifica les dades a Wikidata |
|        | església de Sant Bartomeu de Llaés | Ripoll   | església          |                                                                                   | 42° 09′ 17″ N, 2° 14′ 54″ E / 42.154663°N,2.248368°E                              | bé integrant del patrimoni cultural català           | Castell de Llaés                | Modifica les dades a Wikidata |
|        | església de les Corts              | Ripoll   | església          |                                                                                   | 42° 09′ 58″ N, 2° 14′ 14″ E / 42.166085°N,2.237233°E                              | bé cultural d'interès local                          |                                 | Modifica les dades a Wikidata |

## font
| imatge | Nom                             | Ubicat a | instància de | Detalls                                  | coordenades                                                                                            | Protecció                   | Commons (més fotos)             | Dades a WD                    |
| ------ | ------------------------------- | -------- | ------------ | ---------------------------------------- | --- | --------------------------- | ------------------------------- | ----------------------------- |
|        | Font Freda                      | Ripoll   | font         | Estil: arquitectura popular              | | bé cultural d'interès local |                                 | Modifica les dades a Wikidata |
|        | Font del Sagrat Cor             | Ripoll   | font         | Estil: arquitectura popular              | | bé cultural d'interès local |                                 | Modifica les dades a Wikidata |
|        | Font safareig d'Ordina          | Ripoll   | font         | 19th century                             | 42° 12′ 11″ N, 2° 10′ 47″ E / 42.203002°N,2.179847°E ca:Entre el mas Ordina i la línia ferria 695 msnm | bé cultural d'interès local | Font safareig d'Ordina          | Modifica les dades a Wikidata |
|        | font d'Estamariu                | Ripoll   | font         | Estil: arquitectura popular 19th century | 42° 12′ 30″ N, 2° 11′ 49″ E / 42.208444°N,2.196998°E ca:Paratge d'Estamariu 701 msnm                   | bé cultural d'interès local | Font d'Estamariu                | Modifica les dades a Wikidata |
|        | font de Sant Eudald             | Ripoll   | font         | 20th century                             | 42° 12′ 10″ N, 2° 11′ 10″ E / 42.20278°N,2.18598°E ca:C. Raval de Sant Pere, 40 706 msnm               | bé cultural d'interès local | Font de Sant Eudald             | Modifica les dades a Wikidata |
|        | font de Sofre Baix              | Ripoll   | font         | Estil: arquitectura popular              | 42° 11′ 39″ N, 2° 12′ 35″ E / 42.194077°N,2.209696°E                                                   | bé cultural d'interès local |                                 | Modifica les dades a Wikidata |
|        | font de la plaça de Sant Eudald | Ripoll   | font         | 20th century                             | 42° 11′ 58″ N, 2° 11′ 27″ E / 42.19943°N,2.190756°E ca:Pl. de Sant Eudald 683 msnm                     | bé cultural d'interès local | Font de la plaça de Sant Eudald | Modifica les dades a Wikidata |

## llinda
| imatge | Nom                                               | Ubicat a | instància de | Detalls                                                  | coordenades                                                                   | Protecció                   | Commons (més fotos)                 | Dades a WD                    |
| ------ | ------------------------------------------------- | -------- | ------------ | -------------------------------------------------------- | ----------------------------------------------------------------------------- | --------------------------- | ----------------------------------- | ----------------------------- |
|        | Llinda al carrer Perdut, 2                        | Ripoll   | llinda       | Estil: arquitectura popular 19th century                 | 42° 12′ 01″ N, 2° 11′ 27″ E / 42.200234°N,2.190818°E ca:C. Perdut, 2 685 msnm | bé cultural d'interès local | Llinda al carrer Perdut, 2 (Ripoll) | Modifica les dades a Wikidata |
|        | Llinda al carrer Sant Jaume, 12                   | Ripoll   | llinda       | Estil: arquitectura popular Estat: enderrocat o destruït | 42° 12′ 01″ N, 2° 11′ 22″ E / 42.200187°N,2.189556°E                          | bé cultural d'interès local |                                     | Modifica les dades a Wikidata |
|        | Llinda de l'edifici al carrer Raval de l'Hospital | Ripoll   | llinda       | Estat: enderrocat o destruït                             | 42° 11′ 59″ N, 2° 11′ 35″ E / 42.19967°N,2.19314°E                            | bé cultural d'interès local |                                     | Modifica les dades a Wikidata |
|        | Llinda del Mas Taurinyà                           | Ripoll   | llinda       |                                                          | 42° 11′ 58″ N, 2° 11′ 04″ E / 42.199527°N,2.184521°E                          | bé cultural d'interès local |                                     | Modifica les dades a Wikidata |

## majòlica
| imatge | Nom                                                     | Ubicat a | instància de | Detalls      | coordenades                                                                                         | Protecció                   | Commons (més fotos)                  | Dades a WD                    |
| ------ | ------------------------------------------------------- | -------- | ------------ | ------------ | --------------------------------------------------------------------------------------------------- | --------------------------- | ------------------------------------ | ----------------------------- |
|        | Majòlica a l'edifici dels carrers Sant Jaume i Trinitat | Ripoll   | majòlica     | 20th century | 42° 12′ 00″ N, 2° 11′ 22″ E / 42.199991°N,2.189511°E ca:C. Sant Jaume, 7 - c. Trinitat, 17 686 msnm | bé cultural d'interès local | Majòlica de Sant Joan Baptista       | Modifica les dades a Wikidata |
|        | Majòlica d'una casa a la plaça Gran                     | Ripoll   | majòlica     | 20th century | 42° 11′ 56″ N, 2° 11′ 29″ E / 42.198808°N,2.191267°E ca:Pl. Gran, 4 682 msnm                        | bé cultural d'interès local | Majòlica a la plaça Gran, 4 (Ripoll) | Modifica les dades a Wikidata |

## masia
| imatge | Nom                       | Ubicat a | instància de | Detalls                     | coordenades                                                                  | Protecció                                            | Commons (més fotos)  | Dades a WD                    |
| ------ | ------------------------- | -------- | ------------ | --------------------------- | ---------------------------------------------------------------------------- | ---------------------------------------------------- | -------------------- | ----------------------------- |
|        | Aguilera                  | Ripoll   | masia        |                             | 42° 09′ 11″ N, 2° 12′ 19″ E / 42.1529335218284°N,2.20540349489482°E          |                                                      |                      | Modifica les dades a Wikidata |
|        | Baubs                     | Ripoll   | masia        |                             | 42° 13′ 18″ N, 2° 11′ 19″ E / 42.2217145431659°N,2.18868078128379°E          |                                                      |                      | Modifica les dades a Wikidata |
|        | Bufatals                  | Ripoll   | masia        |                             | 42° 11′ 54″ N, 2° 08′ 41″ E / 42.1984110737213°N,2.14469640000919°E          |                                                      |                      | Modifica les dades a Wikidata |
|        | Ca l'Amoroset             | Ripoll   | masia        |                             | 42° 12′ 05″ N, 2° 11′ 40″ E / 42.2014109598784°N,2.19457308185973°E          |                                                      |                      | Modifica les dades a Wikidata |
|        | Ca n'Aliguer              | Ripoll   | masia        |                             | 42° 12′ 08″ N, 2° 10′ 56″ E / 42.20228773637°N,2.18229143184767°E            |                                                      |                      | Modifica les dades a Wikidata |
|        | Ca n'Erol                 | Ripoll   | masia        |                             | 42° 12′ 06″ N, 2° 10′ 59″ E / 42.2015809677931°N,2.18295464249081°E          |                                                      |                      | Modifica les dades a Wikidata |
|        | Cal Campo                 | Ripoll   | masia        |                             | 42° 11′ 26″ N, 2° 14′ 45″ E / 42.1905022809709°N,2.24594028916446°E          |                                                      |                      | Modifica les dades a Wikidata |
|        | Cal Carlí                 | Ripoll   | masia        |                             | 42° 12′ 02″ N, 2° 12′ 04″ E / 42.2004475774679°N,2.2010534968366°E           |                                                      |                      | Modifica les dades a Wikidata |
|        | Cal Ganiveter             | Ripoll   | masia        |                             | 42° 12′ 00″ N, 2° 11′ 08″ E / 42.2000693353975°N,2.18568734470489°E          |                                                      |                      | Modifica les dades a Wikidata |
|        | Cal Ianqui                | Ripoll   | masia        |                             | 42° 11′ 59″ N, 2° 11′ 06″ E / 42.1998475274519°N,2.18489076271009°E          |                                                      |                      | Modifica les dades a Wikidata |
|        | Cal Menut                 | Ripoll   | masia        |                             | 42° 13′ 09″ N, 2° 10′ 39″ E / 42.2190597043159°N,2.17757993664275°E          |                                                      |                      | Modifica les dades a Wikidata |
|        | Cal Moliner               | Ripoll   | masia        |                             | 42° 12′ 11″ N, 2° 11′ 02″ E / 42.2031283114521°N,2.18397644084312°E          |                                                      |                      | Modifica les dades a Wikidata |
|        | Cal Nap                   | Ripoll   | masia        |                             | 42° 12′ 27″ N, 2° 11′ 38″ E / 42.207511977353°N,2.19382930878091°E           |                                                      |                      | Modifica les dades a Wikidata |
|        | Cal Pena                  | Ripoll   | masia        |                             | 42° 11′ 00″ N, 2° 10′ 15″ E / 42.1834276986552°N,2.17087312563068°E          |                                                      |                      | Modifica les dades a Wikidata |
|        | Cal Rogai                 | Ripoll   | masia        |                             | 42° 11′ 03″ N, 2° 10′ 27″ E / 42.1842163077694°N,2.1740718620771°E           |                                                      |                      | Modifica les dades a Wikidata |
|        | Cal Rovelló               | Ripoll   | masia        |                             | 42° 10′ 14″ N, 2° 11′ 41″ E / 42.1705645445688°N,2.19458923558448°E          |                                                      |                      | Modifica les dades a Wikidata |
|        | Cal Sant Pare             | Ripoll   | masia        |                             | 42° 10′ 51″ N, 2° 11′ 39″ E / 42.180883401082°N,2.19425243460296°E           |                                                      |                      | Modifica les dades a Wikidata |
|        | Cal Terrisser             | Ripoll   | masia        |                             | 42° 12′ 17″ N, 2° 11′ 25″ E / 42.20482994609°N,2.19025357725478°E            |                                                      |                      | Modifica les dades a Wikidata |
|        | Cal Trinxaire             | Ripoll   | masia        |                             | 42° 12′ 34″ N, 2° 11′ 11″ E / 42.2093061800766°N,2.18645306149647°E          |                                                      |                      | Modifica les dades a Wikidata |
|        | Can Bac de Morers         | Ripoll   | masia        |                             | 42° 11′ 31″ N, 2° 12′ 40″ E / 42.1920602365267°N,2.2111023503883°E           |                                                      |                      | Modifica les dades a Wikidata |
|        | Can Buenos Aires          | Ripoll   | masia        |                             | 42° 12′ 00″ N, 2° 11′ 38″ E / 42.199928278853°N,2.19376825609802°E           |                                                      |                      | Modifica les dades a Wikidata |
|        | Can Cabrer                | Ripoll   | masia        |                             | 42° 12′ 26″ N, 2° 11′ 06″ E / 42.2072961401648°N,2.18495249007045°E          |                                                      |                      | Modifica les dades a Wikidata |
|        | Can Desheures             | Ripoll   | masia        |                             | 42° 11′ 13″ N, 2° 11′ 46″ E / 42.1868505538994°N,2.19624748606615°E          |                                                      |                      | Modifica les dades a Wikidata |
|        | Can Falguera              | Ripoll   | masia        |                             | 42° 11′ 07″ N, 2° 13′ 49″ E / 42.1853730222121°N,2.23031902080271°E          |                                                      |                      | Modifica les dades a Wikidata |
|        | Can Fontcoberta           | Ripoll   | masia        |                             | 42° 11′ 07″ N, 2° 13′ 04″ E / 42.1854048266642°N,2.21771230128042°E          |                                                      |                      | Modifica les dades a Wikidata |
|        | Can Gallitó               | Ripoll   | masia        |                             | 42° 09′ 27″ N, 2° 15′ 37″ E / 42.1574614598607°N,2.26028918901005°E          |                                                      |                      | Modifica les dades a Wikidata |
|        | Can Marquet               | Ripoll   | masia        |                             | 42° 12′ 12″ N, 2° 11′ 53″ E / 42.2034162627839°N,2.19798777782297°E          |                                                      |                      | Modifica les dades a Wikidata |
|        | Can Perarnau              | Ripoll   | masia        |                             | 42° 12′ 20″ N, 2° 11′ 03″ E / 42.2054802797283°N,2.18416421770024°E          |                                                      |                      | Modifica les dades a Wikidata |
|        | Can Pol                   | Ripoll   | masia        |                             | 42° 10′ 52″ N, 2° 11′ 02″ E / 42.1810794382681°N,2.18376355599517°E          |                                                      |                      | Modifica les dades a Wikidata |
|        | Can Quer                  | Ripoll   | masia        |                             | 42° 12′ 20″ N, 2° 10′ 52″ E / 42.2055398378698°N,2.18114714904483°E          |                                                      |                      | Modifica les dades a Wikidata |
|        | Can Romans                | Ripoll   | masia        |                             | 42° 11′ 27″ N, 2° 11′ 58″ E / 42.1907104294196°N,2.19956539663091°E          |                                                      |                      | Modifica les dades a Wikidata |
|        | Can Socarrats             | Ripoll   | masia        |                             | 42° 12′ 12″ N, 2° 10′ 38″ E / 42.2034576518523°N,2.17712820758931°E          |                                                      |                      | Modifica les dades a Wikidata |
|        | Can Torrents              | Ripoll   | masia        |                             | 42° 12′ 52″ N, 2° 10′ 15″ E / 42.2145083430257°N,2.17087861322669°E          |                                                      |                      | Modifica les dades a Wikidata |
|        | Can Tramuntana            | Ripoll   | masia        |                             | 42° 12′ 14″ N, 2° 11′ 12″ E / 42.2039767675383°N,2.18677582290454°E          |                                                      |                      | Modifica les dades a Wikidata |
|        | Can Vessaganya            | Ripoll   | masia        |                             | 42° 12′ 08″ N, 2° 11′ 45″ E / 42.2023384393566°N,2.1958331726097°E           |                                                      |                      | Modifica les dades a Wikidata |
|        | Can Vesseganya            | Ripoll   | masia        |                             | 42° 12′ 07″ N, 2° 10′ 45″ E / 42.2019227783449°N,2.17911042623835°E          |                                                      |                      | Modifica les dades a Wikidata |
|        | Can Vilalta               | Ripoll   | masia        |                             | 42° 12′ 45″ N, 2° 10′ 16″ E / 42.2124748766052°N,2.17114751063198°E          |                                                      |                      | Modifica les dades a Wikidata |
|        | Can Vilardanó             | Ripoll   | masia        | Estil: arquitectura popular | 42° 10′ 01″ N, 2° 11′ 49″ E / 42.167035°N,2.196951°E                         | bé cultural d'interès local                          |                      | Modifica les dades a Wikidata |
|        | Can Violí de Baix         | Ripoll   | masia        |                             | 42° 12′ 25″ N, 2° 11′ 33″ E / 42.2068895526859°N,2.19240777988062°E          |                                                      |                      | Modifica les dades a Wikidata |
|        | Can Violí de Dalt         | Ripoll   | masia        |                             | 42° 12′ 15″ N, 2° 11′ 25″ E / 42.2041912435207°N,2.19035864099975°E          |                                                      |                      | Modifica les dades a Wikidata |
|        | Can Viroia                | Ripoll   | masia        |                             | 42° 12′ 25″ N, 2° 11′ 09″ E / 42.2069428902863°N,2.18593825973462°E          |                                                      |                      | Modifica les dades a Wikidata |
|        | Can Virosta               | Ripoll   | masia        |                             | 42° 10′ 59″ N, 2° 14′ 58″ E / 42.1831304475497°N,2.24934587265151°E          |                                                      |                      | Modifica les dades a Wikidata |
|        | Casa Jordana              | Ripoll   | masia        |                             | 42° 11′ 59″ N, 2° 10′ 51″ E / 42.1997379217807°N,2.18088291557305°E          |                                                      |                      | Modifica les dades a Wikidata |
|        | Casa Nova de Dou          | Ripoll   | masia        |                             | 42° 12′ 42″ N, 2° 12′ 26″ E / 42.2115676752129°N,2.20716461109136°E          |                                                      |                      | Modifica les dades a Wikidata |
|        | Casa Nova de Pou          | Ripoll   | masia        |                             | 42° 11′ 41″ N, 2° 12′ 12″ E / 42.1947261636429°N,2.2032935435356°E           |                                                      |                      | Modifica les dades a Wikidata |
|        | Casa Nova de l'Adó        | Ripoll   | masia        |                             | 42° 11′ 42″ N, 2° 12′ 34″ E / 42.1950935096409°N,2.209526442308°E            |                                                      |                      | Modifica les dades a Wikidata |
|        | Casa Palou                | Ripoll   | masia        |                             | 42° 12′ 34″ N, 2° 11′ 54″ E / 42.2093709879987°N,2.19821531123089°E          |                                                      |                      | Modifica les dades a Wikidata |
|        | Casa de Molins            | Ripoll   | masia        |                             | 42° 11′ 49″ N, 2° 12′ 07″ E / 42.1970405712282°N,2.20196848289609°E          |                                                      |                      | Modifica les dades a Wikidata |
|        | Casa de Sorribes          | Ripoll   | masia        |                             | 42° 12′ 18″ N, 2° 10′ 39″ E / 42.2050553455771°N,2.17762835698366°E          |                                                      |                      | Modifica les dades a Wikidata |
|        | Casa de l'Adó             | Ripoll   | masia        |                             | 42° 11′ 43″ N, 2° 12′ 30″ E / 42.1952841145687°N,2.2084340127837°E           |                                                      |                      | Modifica les dades a Wikidata |
|        | Casa del Mestre           | Ripoll   | masia        |                             | 42° 11′ 43″ N, 2° 14′ 28″ E / 42.1952535782618°N,2.24123290805125°E          |                                                      |                      | Modifica les dades a Wikidata |
|        | Casa del Serradet         | Ripoll   | masia        |                             | 42° 12′ 22″ N, 2° 10′ 34″ E / 42.2060360329681°N,2.17623466900952°E          |                                                      |                      | Modifica les dades a Wikidata |
|        | Casa del Soler            | Ripoll   | masia        |                             | 42° 11′ 49″ N, 2° 12′ 37″ E / 42.1968998650743°N,2.21026698723003°E          |                                                      |                      | Modifica les dades a Wikidata |
|        | Casa del Vilar            | Ripoll   | masia        |                             | 42° 12′ 24″ N, 2° 10′ 07″ E / 42.2066383711358°N,2.16859510456208°E          |                                                      |                      | Modifica les dades a Wikidata |
|        | Casadessús                | Ripoll   | masia        |                             | 42° 13′ 21″ N, 2° 11′ 20″ E / 42.2223998971955°N,2.18880529231681°E          |                                                      |                      | Modifica les dades a Wikidata |
|        | Casanova de Grats         | Ripoll   | masia        |                             | 42° 12′ 24″ N, 2° 10′ 43″ E / 42.2065848977396°N,2.17867453805316°E          |                                                      |                      | Modifica les dades a Wikidata |
|        | Casanova del Sant         | Ripoll   | masia        |                             | 42° 12′ 19″ N, 2° 11′ 00″ E / 42.2053665260011°N,2.18336618170077°E          |                                                      |                      | Modifica les dades a Wikidata |
|        | Cases del Paradís         | Ripoll   | masia        |                             | 42° 11′ 54″ N, 2° 12′ 01″ E / 42.1983801755957°N,2.20034069082087°E          |                                                      |                      | Modifica les dades a Wikidata |
|        | Caseta de Can Serrallonga | Ripoll   | masia        |                             | 42° 12′ 19″ N, 2° 11′ 12″ E / 42.2053544275462°N,2.18673392645063°E          |                                                      |                      | Modifica les dades a Wikidata |
|        | Caseta de Sadurní         | Ripoll   | masia        |                             | 42° 12′ 39″ N, 2° 10′ 41″ E / 42.2107404515767°N,2.17793016576181°E          |                                                      |                      | Modifica les dades a Wikidata |
|        | Casot del Puig            | Ripoll   | masia        |                             | 42° 10′ 33″ N, 2° 10′ 31″ E / 42.1757856946511°N,2.17522286092206°E          |                                                      |                      | Modifica les dades a Wikidata |
|        | Casot dels Cirers         | Ripoll   | masia        |                             | 42° 11′ 54″ N, 2° 13′ 31″ E / 42.198406562256°N,2.22518270599448°E           |                                                      |                      | Modifica les dades a Wikidata |
|        | Castell d'Adral           | Ripoll   | masia        |                             | 42° 11′ 34″ N, 2° 11′ 50″ E / 42.1928098766139°N,2.19712876940321°E          |                                                      |                      | Modifica les dades a Wikidata |
|        | Cauvell                   | Ripoll   | masia        |                             | 42° 12′ 28″ N, 2° 09′ 14″ E / 42.2077192853501°N,2.15383810213184°E          |                                                      |                      | Modifica les dades a Wikidata |
|        | Clarella                  | Ripoll   | masia        |                             | 42° 13′ 47″ N, 2° 11′ 42″ E / 42.2297122510988°N,2.19509800487997°E          |                                                      |                      | Modifica les dades a Wikidata |
|        | Comallevosa               | Ripoll   | masia        |                             | 42° 13′ 01″ N, 2° 11′ 44″ E / 42.2170247962733°N,2.19542877274825°E          |                                                      |                      | Modifica les dades a Wikidata |
|        | Estamariu                 | Ripoll   | masia        |                             | 42° 12′ 33″ N, 2° 11′ 48″ E / 42.2090997449673°N,2.19677713413749°E 718 msnm |                                                      | Estamariu (Ripoll)   | Modifica les dades a Wikidata |
|        | Estiula del Serrat        | Ripoll   | masia        |                             | 42° 13′ 08″ N, 2° 09′ 18″ E / 42.2188504468179°N,2.15498593305288°E          |                                                      |                      | Modifica les dades a Wikidata |
|        | Estiulella                | Ripoll   | masia        |                             | 42° 12′ 46″ N, 2° 09′ 50″ E / 42.2129166261844°N,2.1637636573444°E           |                                                      |                      | Modifica les dades a Wikidata |
|        | Farga del Sant            | Ripoll   | masia        |                             | 42° 12′ 15″ N, 2° 10′ 57″ E / 42.2042517831844°N,2.18238723832231°E          |                                                      |                      | Modifica les dades a Wikidata |
|        | Fornells                  | Ripoll   | masia        |                             | 42° 11′ 35″ N, 2° 10′ 51″ E / 42.1930908721629°N,2.18082341944791°E          |                                                      |                      | Modifica les dades a Wikidata |
|        | Garona                    | Ripoll   | masia        |                             | 42° 12′ 14″ N, 2° 10′ 20″ E / 42.2039991401941°N,2.17227583373434°E          |                                                      |                      | Modifica les dades a Wikidata |
|        | Ginebret                  | Ripoll   | masia        |                             | 42° 12′ 23″ N, 2° 15′ 04″ E / 42.2063606270278°N,2.251178716903°E            |                                                      |                      | Modifica les dades a Wikidata |
|        | Llastanosa                | Ripoll   | masia        |                             | 42° 09′ 33″ N, 2° 12′ 40″ E / 42.1592145501761°N,2.21114733774942°E          |                                                      |                      | Modifica les dades a Wikidata |
|        | Malets                    | Ripoll   | masia        |                             | 42° 10′ 53″ N, 2° 10′ 32″ E / 42.1815166430543°N,2.17563274285999°E          |                                                      |                      | Modifica les dades a Wikidata |
|        | Mas Gaià                  | Ripoll   | masia        |                             | 42° 10′ 23″ N, 2° 10′ 27″ E / 42.1730047852594°N,2.17425407623266°E          |                                                      |                      | Modifica les dades a Wikidata |
|        | Mas Rampí                 | Ripoll   | masia        |                             | 42° 10′ 28″ N, 2° 10′ 34″ E / 42.1743149762448°N,2.1761016179959°E           |                                                      |                      | Modifica les dades a Wikidata |
|        | Mas Serra del Boix        | Ripoll   | masia        |                             | 42° 12′ 37″ N, 2° 13′ 39″ E / 42.210334°N,2.227585°E                         | bé cultural d'interès local                          |                      | Modifica les dades a Wikidata |
|        | Mas d'en Bosc             | Ripoll   | masia        |                             | 42° 13′ 02″ N, 2° 12′ 24″ E / 42.2171579755527°N,2.20679178697966°E          |                                                      |                      | Modifica les dades a Wikidata |
|        | Mas el Puig               | Ripoll   | masia        |                             | 42° 11′ 04″ N, 2° 10′ 06″ E / 42.184519°N,2.168238°E                         | bé cultural d'interès local                          |                      | Modifica les dades a Wikidata |
|        | Mas la Vila de Llaés      | Ripoll   | masia        |                             | 42° 09′ 08″ N, 2° 14′ 41″ E / 42.1523°N,2.24477°E                            | bé cultural d'interès local                          |                      | Modifica les dades a Wikidata |
|        | Mas les Tenes             | Ripoll   | masia        | Estil: arquitectura popular | 42° 11′ 23″ N, 2° 14′ 37″ E / 42.189651°N,2.243611°E                         | bé cultural d'interès local                          |                      | Modifica les dades a Wikidata |
|        | Masia Castellpalom        | Ripoll   | masia        | Estil: arquitectura popular | 42° 10′ 31″ N, 2° 14′ 50″ E / 42.175192°N,2.247178°E                         | bé d'interès cultural bé cultural d'interès nacional |                      | Modifica les dades a Wikidata |
|        | Massats                   | Ripoll   | masia        |                             | 42° 08′ 54″ N, 2° 16′ 26″ E / 42.148310838129°N,2.273918077639°E             |                                                      |                      | Modifica les dades a Wikidata |
|        | Montorro                  | Ripoll   | masia        |                             | 42° 11′ 37″ N, 2° 15′ 07″ E / 42.1937019391526°N,2.25181262793728°E          |                                                      |                      | Modifica les dades a Wikidata |
|        | Montsull                  | Ripoll   | masia        |                             | 42° 08′ 44″ N, 2° 14′ 13″ E / 42.1454290759823°N,2.23692677986476°E          |                                                      |                      | Modifica les dades a Wikidata |
|        | Ordina                    | Ripoll   | masia        |                             | 42° 12′ 13″ N, 2° 10′ 51″ E / 42.2035828069551°N,2.18077268340728°E          |                                                      |                      | Modifica les dades a Wikidata |
|        | Oriola                    | Ripoll   | masia        |                             | 42° 13′ 27″ N, 2° 12′ 52″ E / 42.2242256813507°N,2.21432506424941°E          |                                                      |                      | Modifica les dades a Wikidata |
|        | Pibernat                  | Ripoll   | masia        |                             | 42° 11′ 51″ N, 2° 15′ 21″ E / 42.1974113039033°N,2.25577798736497°E          |                                                      |                      | Modifica les dades a Wikidata |
|        | Puig Salomó               | Ripoll   | masia        |                             | 42° 12′ 12″ N, 2° 12′ 04″ E / 42.2032496290669°N,2.20121200494138°E          |                                                      |                      | Modifica les dades a Wikidata |
|        | Sanarús                   | Ripoll   | masia        |                             | 42° 13′ 17″ N, 2° 12′ 37″ E / 42.2213702591777°N,2.2103256064226°E           |                                                      |                      | Modifica les dades a Wikidata |
|        | Sobirats                  | Ripoll   | masia        |                             | 42° 11′ 02″ N, 2° 10′ 44″ E / 42.1840081899287°N,2.17895471967972°E          |                                                      |                      | Modifica les dades a Wikidata |
|        | Tavèrnoles                | Ripoll   | masia        |                             | 42° 08′ 53″ N, 2° 15′ 32″ E / 42.1479597165431°N,2.25888698670599°E          |                                                      |                      | Modifica les dades a Wikidata |
|        | Terradelles               | Ripoll   | masia        |                             | 42° 09′ 40″ N, 2° 12′ 10″ E / 42.1611281927755°N,2.20264993087906°E          |                                                      |                      | Modifica les dades a Wikidata |
|        | Terrades                  | Ripoll   | masia        |                             | 42° 10′ 46″ N, 2° 12′ 16″ E / 42.179372641218°N,2.2045439649275°E            |                                                      |                      | Modifica les dades a Wikidata |
|        | Vilardenó                 | Ripoll   | masia        |                             | 42° 10′ 05″ N, 2° 11′ 42″ E / 42.1679384190234°N,2.19511891681059°E          |                                                      |                      | Modifica les dades a Wikidata |
|        | Vinyagarsa                | Ripoll   | masia        |                             | 42° 10′ 30″ N, 2° 14′ 09″ E / 42.1751155895169°N,2.23581930849199°E          |                                                      |                      | Modifica les dades a Wikidata |
|        | el Bac d'Ardena           | Ripoll   | masia        |                             | 42° 12′ 12″ N, 2° 15′ 03″ E / 42.2034137480819°N,2.25089857247349°E          |                                                      |                      | Modifica les dades a Wikidata |
|        | el Barretó                | Ripoll   | masia        |                             | 42° 08′ 51″ N, 2° 17′ 24″ E / 42.147634447163°N,2.2900550842457°E            |                                                      |                      | Modifica les dades a Wikidata |
|        | el Batet                  | Ripoll   | masia        |                             | 42° 11′ 54″ N, 2° 13′ 17″ E / 42.198400375124°N,2.2212624237429°E            |                                                      |                      | Modifica les dades a Wikidata |
|        | el Bofí                   | Ripoll   | masia        |                             | 42° 09′ 43″ N, 2° 13′ 36″ E / 42.1619775808837°N,2.22674103534467°E          |                                                      |                      | Modifica les dades a Wikidata |
|        | el Burbau                 | Ripoll   | masia        |                             | 42° 09′ 16″ N, 2° 16′ 25″ E / 42.1544941356057°N,2.27372281481141°E          |                                                      |                      | Modifica les dades a Wikidata |
|        | el Casal                  | Ripoll   | masia        |                             | 42° 09′ 39″ N, 2° 14′ 10″ E / 42.1608687292996°N,2.23599076826781°E          |                                                      |                      | Modifica les dades a Wikidata |
|        | el Casot                  | Ripoll   | masia        |                             | 42° 11′ 14″ N, 2° 10′ 20″ E / 42.1873454137015°N,2.17211771978948°E          |                                                      |                      | Modifica les dades a Wikidata |
|        | el Castellot              | Ripoll   | masia        |                             | 42° 10′ 38″ N, 2° 11′ 35″ E / 42.1771101693647°N,2.19302897293478°E          |                                                      |                      | Modifica les dades a Wikidata |
|        | el Colomerot              | Ripoll   | masia        |                             | 42° 12′ 04″ N, 2° 10′ 41″ E / 42.2010331352311°N,2.17812869269564°E          |                                                      |                      | Modifica les dades a Wikidata |
|        | el Grau                   | Ripoll   | masia        |                             | 42° 09′ 18″ N, 2° 15′ 32″ E / 42.1549850023993°N,2.25893816882397°E          |                                                      |                      | Modifica les dades a Wikidata |
|        | el Guitard                | Ripoll   | masia        |                             | 42° 12′ 43″ N, 2° 12′ 37″ E / 42.21183396118°N,2.2101941309832°E             |                                                      |                      | Modifica les dades a Wikidata |
|        | el Guixer                 | Ripoll   | masia        |                             | 42° 11′ 48″ N, 2° 13′ 12″ E / 42.196591059588°N,2.2200734541268°E            |                                                      |                      | Modifica les dades a Wikidata |
|        | el Maidéu                 | Ripoll   | masia        |                             | 42° 11′ 17″ N, 2° 14′ 21″ E / 42.1881150897914°N,2.23904154012078°E          |                                                      |                      | Modifica les dades a Wikidata |
|        | el Mir                    | Ripoll   | masia        |                             | 42° 11′ 07″ N, 2° 09′ 52″ E / 42.1853264827477°N,2.16445434021718°E          |                                                      |                      | Modifica les dades a Wikidata |
|        | el Perer                  | Ripoll   | masia        |                             | 42° 10′ 52″ N, 2° 11′ 07″ E / 42.1810630947404°N,2.18526528101748°E          |                                                      |                      | Modifica les dades a Wikidata |
|        | el Pla de Massacs         | Ripoll   | masia        |                             | 42° 09′ 12″ N, 2° 13′ 27″ E / 42.153389407096°N,2.224235200263°E             |                                                      |                      | Modifica les dades a Wikidata |
|        | el Poncet                 | Ripoll   | masia        |                             | 42° 10′ 05″ N, 2° 12′ 39″ E / 42.168155150622°N,2.21075781026525°E           |                                                      |                      | Modifica les dades a Wikidata |
|        | el Pontí                  | Ripoll   | masia        |                             | 42° 11′ 47″ N, 2° 14′ 39″ E / 42.1963626810291°N,2.24416283862052°E          |                                                      |                      | Modifica les dades a Wikidata |
|        | el Roig                   | Ripoll   | masia        |                             | 42° 10′ 26″ N, 2° 12′ 05″ E / 42.1738006519145°N,2.20143740539491°E          |                                                      |                      | Modifica les dades a Wikidata |
|        | el Salt                   | Ripoll   | masia        |                             | 42° 09′ 32″ N, 2° 15′ 15″ E / 42.1588259824064°N,2.25403933996535°E          |                                                      |                      | Modifica les dades a Wikidata |
|        | el Solà                   | Ripoll   | masia        |                             | 42° 10′ 45″ N, 2° 11′ 54″ E / 42.179191006783°N,2.19822133723576°E           |                                                      |                      | Modifica les dades a Wikidata |
|        | el Teixidor               | Ripoll   | masia        |                             | 42° 09′ 05″ N, 2° 15′ 47″ E / 42.151346°N,2.263111°E                         | bé cultural d'interès local                          |                      | Modifica les dades a Wikidata |
|        | el Torner                 | Ripoll   | masia        |                             | 42° 11′ 43″ N, 2° 12′ 25″ E / 42.1952023679049°N,2.20703007614436°E          |                                                      |                      | Modifica les dades a Wikidata |
|        | el Vilar                  | Ripoll   | masia        |                             | 42° 12′ 09″ N, 2° 10′ 39″ E / 42.2025784216876°N,2.17759991476675°E          |                                                      |                      | Modifica les dades a Wikidata |
|        | els Cirers                | Ripoll   | masia        |                             | 42° 11′ 53″ N, 2° 13′ 19″ E / 42.1981682953341°N,2.22191530459762°E          |                                                      |                      | Modifica les dades a Wikidata |
|        | els Pintors               | Ripoll   | masia        |                             | 42° 12′ 40″ N, 2° 12′ 09″ E / 42.2110307859744°N,2.20247081447281°E 697 msnm |                                                      | Els Pintors (Ripoll) | Modifica les dades a Wikidata |
|        | els Tres Plans            | Ripoll   | masia        |                             | 42° 12′ 06″ N, 2° 09′ 51″ E / 42.201601936987°N,2.1642929485002°E            |                                                      |                      | Modifica les dades a Wikidata |
|        | l'Anglada                 | Ripoll   | masia        |                             | 42° 13′ 08″ N, 2° 12′ 20″ E / 42.218968861437°N,2.20558173110667°E           |                                                      |                      | Modifica les dades a Wikidata |
|        | l'Avellaneda              | Ripoll   | masia        |                             | 42° 09′ 55″ N, 2° 12′ 17″ E / 42.1652946175909°N,2.20474037267993°E          |                                                      |                      | Modifica les dades a Wikidata |
|        | l'Escala                  | Ripoll   | masia        |                             | 42° 09′ 00″ N, 2° 12′ 15″ E / 42.1500608619243°N,2.20415649871584°E          |                                                      |                      | Modifica les dades a Wikidata |
|        | l'Espunyola               | Ripoll   | masia        |                             | 42° 08′ 37″ N, 2° 15′ 22″ E / 42.1435197584038°N,2.25613114144678°E          |                                                      |                      | Modifica les dades a Wikidata |
|        | l'Hostal de la Creu       | Ripoll   | masia        |                             | 42° 11′ 43″ N, 2° 14′ 09″ E / 42.195179°N,2.235697°E                         |                                                      |                      | Modifica les dades a Wikidata |
|        | l'Hostalot                | Ripoll   | masia        |                             | 42° 10′ 42″ N, 2° 10′ 10″ E / 42.1782289176014°N,2.1693306229842°E           |                                                      |                      | Modifica les dades a Wikidata |
|        | la Barraca                | Ripoll   | masia        |                             | 42° 11′ 11″ N, 2° 14′ 31″ E / 42.1864855097131°N,2.24184639406372°E          |                                                      |                      | Modifica les dades a Wikidata |
|        | la Casa Nova del Roure    | Ripoll   | masia        |                             | 42° 13′ 12″ N, 2° 10′ 28″ E / 42.219974071865°N,2.17447838324946°E           |                                                      |                      | Modifica les dades a Wikidata |
|        | la Coma                   | Ripoll   | masia        |                             | 42° 13′ 14″ N, 2° 12′ 21″ E / 42.220519561446°N,2.20581673944908°E           |                                                      |                      | Modifica les dades a Wikidata |
|        | la Corba                  | Ripoll   | masia        |                             | 42° 09′ 49″ N, 2° 12′ 02″ E / 42.1636719505862°N,2.20063265886184°E 661 msnm |                                                      | La Corba (Ripoll)    | Modifica les dades a Wikidata |
|        | la Creu                   | Ripoll   | masia        |                             | 42° 11′ 42″ N, 2° 13′ 56″ E / 42.194871671639°N,2.2322061206281°E            |                                                      |                      | Modifica les dades a Wikidata |
|        | la Guingueta              | Ripoll   | masia        |                             | 42° 10′ 54″ N, 2° 10′ 35″ E / 42.1815770240559°N,2.17651592174844°E          |                                                      |                      | Modifica les dades a Wikidata |
|        | la Marinyosa              | Ripoll   | masia        |                             | 42° 11′ 38″ N, 2° 12′ 29″ E / 42.193806452589°N,2.207996376462°E             |                                                      |                      | Modifica les dades a Wikidata |
|        | la Querola                | Ripoll   | masia        |                             | 42° 12′ 36″ N, 2° 10′ 28″ E / 42.209968034647°N,2.17446331814323°E           |                                                      |                      | Modifica les dades a Wikidata |
|        | la Rodona                 | Ripoll   | masia        |                             | 42° 11′ 12″ N, 2° 11′ 51″ E / 42.1867069549547°N,2.19760563316531°E          |                                                      |                      | Modifica les dades a Wikidata |
|        | la Sala                   | Ripoll   | masia        |                             | 42° 09′ 54″ N, 2° 14′ 48″ E / 42.165118656723°N,2.24672604890909°E           |                                                      |                      | Modifica les dades a Wikidata |
|        | la Serra de Llaés         | Ripoll   | masia        |                             | 42° 09′ 04″ N, 2° 14′ 08″ E / 42.151171°N,2.235472°E                         | bé cultural d'interès local                          |                      | Modifica les dades a Wikidata |
|        | la Terma                  | Ripoll   | masia        |                             | 42° 08′ 36″ N, 2° 14′ 53″ E / 42.1433044073493°N,2.24796493987945°E          |                                                      |                      | Modifica les dades a Wikidata |
|        | la Teuleria               | Ripoll   | masia        |                             | 42° 11′ 52″ N, 2° 14′ 05″ E / 42.1977677918901°N,2.23467435672944°E          |                                                      |                      | Modifica les dades a Wikidata |
|        | la Torre                  | Ripoll   | masia        |                             | 42° 11′ 33″ N, 2° 11′ 23″ E / 42.1926°N,2.189661°E                           | bé cultural d'interès local                          |                      | Modifica les dades a Wikidata |
|        | les Carboneres            | Ripoll   | masia        |                             | 42° 12′ 14″ N, 2° 14′ 26″ E / 42.2038952303222°N,2.24057229499788°E          |                                                      |                      | Modifica les dades a Wikidata |
|        | les Corts                 | Ripoll   | masia        |                             | 42° 09′ 58″ N, 2° 14′ 12″ E / 42.166105097545°N,2.23654517722972°E           |                                                      |                      | Modifica les dades a Wikidata |
|        | les Corts de Sant Bernabé | Ripoll   | masia        |                             | 42° 11′ 45″ N, 2° 13′ 23″ E / 42.1959421488593°N,2.22300845621514°E          |                                                      |                      | Modifica les dades a Wikidata |
|        | les Fleus                 | Ripoll   | masia        |                             | 42° 09′ 26″ N, 2° 16′ 46″ E / 42.1572149222389°N,2.27957447541563°E          |                                                      |                      | Modifica les dades a Wikidata |
|        | les Fosses                | Ripoll   | masia        |                             | 42° 11′ 51″ N, 2° 14′ 13″ E / 42.197605635449°N,2.2370178435369°E            |                                                      |                      | Modifica les dades a Wikidata |
|        | les Isoles                | Ripoll   | masia        |                             | 42° 10′ 59″ N, 2° 13′ 00″ E / 42.18305813956°N,2.2166070301064°E             |                                                      |                      | Modifica les dades a Wikidata |
|        | les Planes del Corral     | Ripoll   | masia        |                             | 42° 10′ 38″ N, 2° 10′ 42″ E / 42.1771776332337°N,2.17842556649441°E          |                                                      |                      | Modifica les dades a Wikidata |
|        | les Solses                | Ripoll   | masia        |                             | 42° 12′ 59″ N, 2° 13′ 17″ E / 42.2164019840744°N,2.22132803151826°E          |                                                      |                      | Modifica les dades a Wikidata |

## molí d'aigua
| imatge | Nom                | Ubicat a | instància de | Detalls                     | coordenades                                                         | Protecció                   | Commons (més fotos) | Dades a WD                    |
| ------ | ------------------ | -------- | ------------ | --------------------------- | ------------------------------------------------------------------- | --------------------------- | ------------------- | ----------------------------- |
|        | Molí de Montorro   | Ripoll   | molí d'aigua |                             | 42° 11′ 31″ N, 2° 15′ 04″ E / 42.1919235700611°N,2.25117960437699°E |                             |                     | Modifica les dades a Wikidata |
|        | Molí de Tavèrnoles | Ripoll   | molí d'aigua |                             | 42° 08′ 42″ N, 2° 15′ 44″ E / 42.1450543947623°N,2.26226106634081°E |                             |                     | Modifica les dades a Wikidata |
|        | Molí de la Sorra   | Ripoll   | molí d'aigua |                             | 42° 09′ 56″ N, 2° 14′ 02″ E / 42.1654213338164°N,2.23395060409248°E |                             |                     | Modifica les dades a Wikidata |
|        | Molí de la Tolosa  | Ripoll   | molí d'aigua |                             | 42° 11′ 46″ N, 2° 15′ 24″ E / 42.1961564096564°N,2.25670110377787°E |                             |                     | Modifica les dades a Wikidata |
|        | Molí de les Corts  | Ripoll   | molí d'aigua | Estil: arquitectura popular | 42° 09′ 46″ N, 2° 14′ 09″ E / 42.162734°N,2.235721°E                | bé cultural d'interès local |                     | Modifica les dades a Wikidata |
|        | Molí de les Tenes  | Ripoll   | molí d'aigua |                             | 42° 11′ 04″ N, 2° 14′ 18″ E / 42.1843641085868°N,2.23838416619139°E |                             |                     | Modifica les dades a Wikidata |

## monument
| imatge | Nom                                   | Ubicat a | instància de | Detalls                                                  | coordenades                                                  | Protecció                   | Commons (més fotos)     | Dades a WD                    |
| ------ | ------------------------------------- | -------- | ------------ | -------------------------------------------------------- | ------------------------------------------------------------ | --------------------------- | ----------------------- | ----------------------------- |
|        | Monument als donants de sang a Ripoll | Ripoll   | monument     | 2003-05-04 Alt: 2.2m Anomenat per: donant de sang        | 42° 11′ 54″ N, 2° 11′ 33″ E / 42.1982°N,2.1924333333333332°E |                             |                         | Modifica les dades a Wikidata |
|        | Monument del 27 de Maig               | Ripoll   | monument     |                                                          | 42° 12′ 03″ N, 2° 11′ 27″ E / 42.200808°N,2.190719°E         | bé cultural d'interès local | Monument del 27 de Maig | Modifica les dades a Wikidata |
|        | Museo Folclórico de Ripoll            | Ripoll   | monument     |                                                          |                                                              | bé d'interès cultural       |                         | Modifica les dades a Wikidata |
|        | Ramon Berenguer III el Gran           | Ripoll   | monument     | Creador: Josep Llimona i Bruguera Estil: modernisme 1893 | Santa Maria de Ripoll                                        |                             |                         | Modifica les dades a Wikidata |

## muntanya
| imatge | Nom                        | Ubicat a                          | instància de | Detalls | coordenades                                                          | Protecció | Commons (més fotos)   | Dades a WD                    |
| ------ | -------------------------- | --------------------------------- | ------------ | ------- | -------------------------------------------------------------------- | --------- | --------------------- | ----------------------------- |
|        | Puig Duran                 | Ripoll                            | muntanya     |         | 42° 13′ 43″ N, 2° 12′ 02″ E / 42.2287°N,2.20068°E 1018.5 msnm        |           |                       | Modifica les dades a Wikidata |
|        | Puig Xoriguer              | Ripoll                            | muntanya     |         | 42° 12′ 25″ N, 2° 11′ 22″ E / 42.20688889°N,2.18944444°E 808.4 msnm  |           |                       | Modifica les dades a Wikidata |
|        | Puig de Plana Ferriola     | Vallfogona de Ripollès Ripoll     | muntanya     |         | 42° 10′ 50″ N, 2° 15′ 06″ E / 42.18066944°N,2.25173944°E 1161.7 msnm |           |                       | Modifica les dades a Wikidata |
|        | Puig de la Devesa          | Campdevànol Ripoll                | muntanya     |         | 42° 13′ 51″ N, 2° 11′ 12″ E / 42.23088333°N,2.18652778°E 1090.9 msnm |           |                       | Modifica les dades a Wikidata |
|        | Puig de la Solana del Roig | Ripoll                            | muntanya     |         | 42° 10′ 22″ N, 2° 12′ 59″ E / 42.17281389°N,2.21638056°E 992.7 msnm  |           |                       | Modifica les dades a Wikidata |
|        | Puig del Catllar           | Ripoll                            | muntanya     |         | 42° 11′ 31″ N, 2° 10′ 19″ E / 42.1919°N,2.17201°E 1105 msnm          |           | Puig del Catllar      | Modifica les dades a Wikidata |
|        | Puig del Ram               | Campdevànol Ripoll                | muntanya     |         | 42° 14′ 25″ N, 2° 11′ 34″ E / 42.24026944°N,2.19281111°E 1123.3 msnm |           |                       | Modifica les dades a Wikidata |
|        | Puigbò                     | Ripoll                            | muntanya     |         | 42° 11′ 07″ N, 2° 13′ 21″ E / 42.1854°N,2.22248°E 1136.8 msnm        |           |                       | Modifica les dades a Wikidata |
|        | Puigsentrell               | Ripoll                            | muntanya     |         | 42° 09′ 42″ N, 2° 15′ 12″ E / 42.1618°N,2.25333°E 1106.3 msnm        |           |                       | Modifica les dades a Wikidata |
|        | Turó Gran de Bufadors      | Santa Maria de Besora Ripoll      | muntanya     |         | 42° 08′ 17″ N, 2° 14′ 33″ E / 42.13802778°N,2.24238889°E 1006 msnm   |           | Turó Gran de Bufadors | Modifica les dades a Wikidata |
|        | Turó d'Estiuella           | Ripoll                            | muntanya     |         | 42° 12′ 37″ N, 2° 08′ 55″ E / 42.21026111°N,2.14859722°E 956.8 msnm  |           | Turó d'Estiuella      | Modifica les dades a Wikidata |
|        | Turó de Comallevosa        | Ripoll                            | muntanya     |         | 42° 12′ 54″ N, 2° 11′ 34″ E / 42.21508333°N,2.19269444°E 938.8 msnm  |           |                       | Modifica les dades a Wikidata |
|        | Turó de Sant Antoni        | Ripoll                            | muntanya     |         | 42° 11′ 10″ N, 2° 12′ 36″ E / 42.1862°N,2.21008°E 1072.2 msnm        |           |                       | Modifica les dades a Wikidata |
|        | Turó de Sant Roc           | Ripoll                            | muntanya     |         | 42° 12′ 53″ N, 2° 11′ 12″ E / 42.2148°N,2.18667°E 934.4 msnm         |           |                       | Modifica les dades a Wikidata |
|        | Turó de Terradelles        | Ripoll                            | muntanya     |         | 42° 09′ 39″ N, 2° 11′ 37″ E / 42.1608°N,2.19372°E 810.8 msnm         |           |                       | Modifica les dades a Wikidata |
|        | Turó de Vilardanó          | Ripoll                            | muntanya     |         | 42° 09′ 44″ N, 2° 11′ 29″ E / 42.1622°N,2.19147°E 828.7 msnm         |           |                       | Modifica les dades a Wikidata |
|        | Turó de l'Escala           | Ripoll                            | muntanya     |         | 42° 08′ 56″ N, 2° 12′ 43″ E / 42.149°N,2.21208°E 883.2 msnm          |           |                       | Modifica les dades a Wikidata |
|        | Turó de la Serra           | Ripoll                            | muntanya     |         | 42° 09′ 00″ N, 2° 13′ 49″ E / 42.1501°N,2.23019°E 938.3 msnm         |           |                       | Modifica les dades a Wikidata |
|        | Turó de les Basses         | les Llosses Ripoll                | muntanya     |         | 42° 10′ 17″ N, 2° 10′ 53″ E / 42.1714°N,2.18125°E 979.4 msnm         |           |                       | Modifica les dades a Wikidata |
|        | Turó de les Fosses         | Ripoll                            | muntanya     |         | 42° 11′ 57″ N, 2° 14′ 29″ E / 42.1993°N,2.24139°E 1087 msnm          |           |                       | Modifica les dades a Wikidata |
|        | Turó del Calvari           | Ripoll                            | muntanya     |         | 42° 11′ 42″ N, 2° 10′ 58″ E / 42.1951°N,2.18272°E 944.4 msnm         |           |                       | Modifica les dades a Wikidata |
|        | Turó del Pont del Serra    | Sant Joan de les Abadesses Ripoll | muntanya     |         | 42° 12′ 37″ N, 2° 14′ 11″ E / 42.2102°N,2.23628°E 972.1 msnm         |           |                       | Modifica les dades a Wikidata |
|        | Turó del Puig              | Ripoll                            | muntanya     |         | 42° 10′ 11″ N, 2° 15′ 00″ E / 42.16966667°N,2.24997222°E 1044.3 msnm |           |                       | Modifica les dades a Wikidata |
|        | Turó del Soler             | Ripoll                            | muntanya     |         | 42° 11′ 58″ N, 2° 12′ 25″ E / 42.19958056°N,2.20701389°E 1005.9 msnm |           |                       | Modifica les dades a Wikidata |
|        | Turó dels Cirers           | Ripoll                            | muntanya     |         | 42° 12′ 05″ N, 2° 13′ 02″ E / 42.2014°N,2.21731°E 1055.7 msnm        |           |                       | Modifica les dades a Wikidata |

## nucli d'entitat singular de població
| imatge | Nom                 | Ubicat a           | instància de                                        | Detalls     | coordenades                                                                            | Protecció                   | Commons (més fotos) | Dades a WD                    |
| ------ | ------------------- | ------------------ | --------------------------------------------------- | ----------- | -------------------------------------------------------------------------------------- | --------------------------- | ------------------- | ----------------------------- |
|        | la Colònia Noguera  | Ripoll Rocafiguera | nucli d'entitat singular de població colònia tèxtil | 47 hab      | 42° 12′ 49″ N, 2° 10′ 06″ E / 42.213676°N,2.16824225°E 715 msnm                        |                             | La Colònia Noguera  | Modifica les dades a Wikidata |
|        | la Colònia Sorribes | Ripoll Rocafiguera | nucli d'entitat singular de població colònia tèxtil | 1888 22 hab | 42° 12′ 16″ N, 2° 10′ 41″ E / 42.204514°N,2.178014°E ca:Ctra. N-152, km 107,5 720 msnm | bé cultural d'interès local |                     | Modifica les dades a Wikidata |

## nucli de població
| imatge | Nom                 | Ubicat a         | instància de                                           | Detalls | coordenades                                                                | Protecció                   | Commons (més fotos)          | Dades a WD                    |
| ------ | ------------------- | ---------------- | ------------------------------------------------------ | ------- | -------------------------------------------------------------------------- | --------------------------- | ---------------------------- | ----------------------------- |
|        | Colònia Santa Maria | Ripoll           | nucli de població                                      |         | 42° 10′ 20″ N, 2° 11′ 44″ E / 42.172357°N,2.195427°E                       | bé cultural d'interès local | Colònia Santa Maria (Ripoll) | Modifica les dades a Wikidata |
|        | Engordans           | Ripoll           | nucli de població                                      |         | 42° 11′ 21″ N, 2° 11′ 27″ E / 42.1891095801657°N,2.19090234476606°E        |                             |                              | Modifica les dades a Wikidata |
|        | Grup Santa Maria    | Ripoll Ordina    | nucli de població nucli d'entitat singular de població | 99 hab  | 42° 12′ 03″ N, 2° 11′ 06″ E / 42.200849564361°N,2.1848943702633°E 689 msnm |                             |                              | Modifica les dades a Wikidata |
|        | Vista Alegre        | Ripoll           | nucli de població                                      |         | 42° 11′ 45″ N, 2° 12′ 02″ E / 42.1958952545001°N,2.20045680305832°E        |                             |                              | Modifica les dades a Wikidata |
|        | la Caseta Pigrau    | Ripoll els Brucs | nucli de població nucli d'entitat singular de població | 564 hab | 42° 12′ 36″ N, 2° 11′ 34″ E / 42.2100502°N,2.19276145°E 786 msnm           |                             |                              | Modifica les dades a Wikidata |
|        | la Font del Sofre   | Ripoll           | nucli de població                                      |         | 42° 11′ 45″ N, 2° 12′ 40″ E / 42.1958618929115°N,2.21124885701317°E        |                             |                              | Modifica les dades a Wikidata |

## polígon industrial
| imatge | Nom                                  | Ubicat a | instància de       | Detalls | coordenades                                                         | Protecció | Commons (més fotos) | Dades a WD                    |
| ------ | ------------------------------------ | -------- | ------------------ | ------- | ------------------------------------------------------------------- | --------- | ------------------- | ----------------------------- |
|        | Polígon industrial Casa Nova de Baix | Ripoll   | polígon industrial |         | 42° 13′ 03″ N, 2° 10′ 09″ E / 42.2175212629287°N,2.16905815453204°E |           |                     | Modifica les dades a Wikidata |
|        | Polígon industrial Els Pintors       | Ripoll   | polígon industrial |         | 42° 12′ 42″ N, 2° 12′ 19″ E / 42.2117889066143°N,2.20529615491667°E |           |                     | Modifica les dades a Wikidata |
|        | Polígon industrial Estamariu         | Ripoll   | polígon industrial |         | 42° 12′ 22″ N, 2° 11′ 50″ E / 42.2062020228158°N,2.19710457544896°E |           |                     | Modifica les dades a Wikidata |
|        | Polígon industrial La Barricona      | Ripoll   | polígon industrial |         | 42° 13′ 04″ N, 2° 12′ 43″ E / 42.2177693985156°N,2.21187285870365°E |           |                     | Modifica les dades a Wikidata |
|        | Polígon industrial Mas d'en Bosc     | Ripoll   | polígon industrial |         | 42° 12′ 53″ N, 2° 12′ 15″ E / 42.2148249417047°N,2.20413135465532°E |           |                     | Modifica les dades a Wikidata |
|        | Polígon industrial Rocafiguera       | Ripoll   | polígon industrial |         | 42° 12′ 35″ N, 2° 10′ 14″ E / 42.2096779503484°N,2.17045721206544°E |           |                     | Modifica les dades a Wikidata |

## pont
| imatge | Nom                                     | Ubicat a        | instància de          | Detalls                                         | coordenades                                                         | Protecció                                  | Commons (més fotos)        | Dades a WD                    |
| ------ | --------------------------------------- | --------------- | --------------------- | ----------------------------------------------- | ------------------------------------------------------------------- | ------------------------------------------ | -------------------------- | ----------------------------- |
|        | Pont Vell d'Olot                        | Ripoll          | pont                  | Estil: arquitectura popular Travessa: Ter       | 42° 11′ 59″ N, 2° 11′ 32″ E / 42.1997101°N,2.192107737°E            | bé integrant del patrimoni cultural català | Pont Vell d'Olot (Ripoll)  | Modifica les dades a Wikidata |
|        | Pont d'Olot                             | Ripoll          | pont                  | Travessa: Ter                                   | 42° 12′ 00″ N, 2° 11′ 31″ E / 42.1999149837064°N,2.19187886071428°E |                                            |                            | Modifica les dades a Wikidata |
|        | Pont de Balps                           | Ripoll          | pont                  | Estil: arquitectura popular                     |                                                                     | bé integrant del patrimoni cultural català |                            | Modifica les dades a Wikidata |
|        | Pont de Calatrava                       | Ripollès Ripoll | pont pont de vianants | Travessa: Ter                                   | 42° 11′ 40″ N, 2° 11′ 46″ E / 42.19447°N,2.196196°E                 | bé cultural d'interès local                | Pont de Calatrava (Ripoll) | Modifica les dades a Wikidata |
|        | Pont de l'Aliguer                       | Ripoll          | pont                  |                                                 | 42° 09′ 07″ N, 2° 12′ 07″ E / 42.151853°N,2.202°E                   | bé cultural d'interès local                |                            | Modifica les dades a Wikidata |
|        | Pont de l'Arquet                        | Ripoll          | pont                  | Travessa: el Freser                             | 42° 11′ 53″ N, 2° 11′ 27″ E / 42.1980064648966°N,2.19071618103324°E |                                            |                            | Modifica les dades a Wikidata |
|        | Pont de la Barricona                    | Ripoll          | pont                  | Travessa: Ter                                   | 42° 13′ 07″ N, 2° 12′ 53″ E / 42.218535°N,2.214857°E                | bé cultural d'interès local                |                            | Modifica les dades a Wikidata |
|        | Pont de les Tenes                       | Ripoll          | pont                  | Estil: arquitectura popular                     | 42° 10′ 55″ N, 2° 14′ 14″ E / 42.182021°N,2.237233°E                | bé cultural d'interès local                |                            | Modifica les dades a Wikidata |
|        | Pont del Casino                         | Ripoll          | pont                  | Travessa: Ter                                   | 42° 11′ 53″ N, 2° 11′ 32″ E / 42.1979990392886°N,2.19221819180443°E |                                            |                            | Modifica les dades a Wikidata |
|        | Pont del Castell d'Adral                | Ripoll          | pont                  | Travessa: Ter                                   | 42° 11′ 26″ N, 2° 11′ 52″ E / 42.1906170296463°N,2.19779839561527°E |                                            |                            | Modifica les dades a Wikidata |
|        | Pont del Diable                         | Ripoll          | pont                  |                                                 | 42° 10′ 55″ N, 2° 14′ 15″ E / 42.1819441777688°N,2.2374444763649°E  |                                            |                            | Modifica les dades a Wikidata |
|        | Pont del Raval de Ripoll                | Ripoll          | pont                  | Estil: arquitectura popular Travessa: el Freser | 42° 11′ 56″ N, 2° 11′ 23″ E / 42.198784°N,2.189698°E                | bé cultural d'interès local                | Pont del Raval de Ripoll   | Modifica les dades a Wikidata |
|        | Pont del Sant                           | Ripoll          | pont                  | Travessa: el Freser Hi passa: N-260             | 42° 12′ 08″ N, 2° 10′ 59″ E / 42.202285116682°N,2.18318783074493°E  |                                            |                            | Modifica les dades a Wikidata |
|        | Pont del camí Ral de Ripoll a Sant Joan | Ripoll          | pont                  | Estil: arquitectura popular                     |                                                                     | bé cultural d'interès local                |                            | Modifica les dades a Wikidata |

## porta
| imatge | Nom                                                 | Ubicat a | instància de | Detalls                                  | coordenades                                                                                | Protecció                   | Commons (més fotos)                                   | Dades a WD                    |
| ------ | --------------------------------------------------- | -------- | ------------ | ---------------------------------------- | ------------------------------------------------------------------------------------------ | --------------------------- | ----------------------------------------------------- | ----------------------------- |
|        | Porta al carrer Sant Jaume                          | Ripoll   | porta        | Estil: arquitectura popular 18th century | 42° 12′ 00″ N, 2° 11′ 25″ E / 42.200101°N,2.190193°E ca:C. Sant Jaume, 1 686 msnm          | bé cultural d'interès local | Porta al carrer Sant Jaume, 1 (Ripoll)                | Modifica les dades a Wikidata |
|        | Porta al carrer de la Font, 4                       | Ripoll   | porta        | Estil: arquitectura popular 19th century | 42° 12′ 00″ N, 2° 11′ 29″ E / 42.200073°N,2.191338°E ca:C. de la Font, 4 684 msnm          | bé cultural d'interès local | Porta al carrer de la Font, 4 (Ripoll)                | Modifica les dades a Wikidata |
|        | Porta d'una casa al raval de Sant Pere              | Ripoll   | porta        | 19th century                             | 42° 12′ 06″ N, 2° 11′ 22″ E / 42.201576°N,2.189493°E ca:C. Raval de Sant Pere, 12 702 msnm | bé cultural d'interès local | Porta al raval de Sant Pere, 12 (Ripoll)              | Modifica les dades a Wikidata |
|        | Porta de la Casa Amatller                           | Ripoll   | porta        |                                          | 42° 12′ 06″ N, 2° 11′ 20″ E / 42.201711°N,2.188935°E                                       | bé cultural d'interès local |                                                       | Modifica les dades a Wikidata |
|        | Porta de la Casa Jordana                            | Ripoll   | porta        | Estil: arquitectura popular 19th century | 42° 11′ 56″ N, 2° 11′ 24″ E / 42.198913°N,2.190115°E ca:C. Pont del Raval, 1 684 msnm      | bé cultural d'interès local | Porta de la Casa Jordana                              | Modifica les dades a Wikidata |
|        | Porta i majòlica d'una casa al carrer de les Vinyes | Ripoll   | porta        | 19th century                             | 42° 11′ 59″ N, 2° 11′ 29″ E / 42.199828°N,2.191478°E ca:C. de les Vinyes, 32 683 msnm      | bé cultural d'interès local | Porta i majòlica al carrer de les Vinyes, 32 (Ripoll) | Modifica les dades a Wikidata |

## pou
| imatge | Nom                 | Ubicat a | instància de | Detalls                     | coordenades                                          | Protecció                   | Commons (més fotos) | Dades a WD                    |
| ------ | ------------------- | -------- | ------------ | --------------------------- | ---------------------------------------------------- | --------------------------- | ------------------- | ----------------------------- |
|        | Pou de Can Budallés | Ripoll   | pou          | Estil: arquitectura popular |                                                      | bé cultural d'interès local |                     | Modifica les dades a Wikidata |
|        | Pou de Can Guetes   | Ripoll   | pou          | Estil: arquitectura popular |                                                      | bé cultural d'interès local |                     | Modifica les dades a Wikidata |
|        | Pou de la Corba     | Ripoll   | pou          |                             | 42° 09′ 47″ N, 2° 11′ 59″ E / 42.163136°N,2.199702°E | bé cultural d'interès local |                     | Modifica les dades a Wikidata |

## serra
| imatge | Nom               | Ubicat a                          | instància de | Detalls | coordenades                                                         | Protecció | Commons (més fotos) | Dades a WD                    |
| ------ | ----------------- | --------------------------------- | ------------ | ------- | ------------------------------------------------------------------- | --------- | ------------------- | ----------------------------- |
|        | serra de Bufadors | Ripoll Santa Maria de Besora      | serra        |         | 42° 08′ 18″ N, 2° 14′ 25″ E / 42.1382°N,2.24022°E 1006.2 msnm       |           | Serra de Bufadors   | Modifica les dades a Wikidata |
|        | serra del Boix    | Ripoll Sant Joan de les Abadesses | serra        |         | 42° 12′ 40″ N, 2° 13′ 33″ E / 42.21105556°N,2.22588889°E 972.1 msnm |           |                     | Modifica les dades a Wikidata |

## túnel
| imatge | Nom                  | Ubicat a | instància de | Detalls | coordenades                                                         | Protecció | Commons (més fotos) | Dades a WD                    |
| ------ | -------------------- | -------- | ------------ | ------- | ------------------------------------------------------------------- | --------- | ------------------- | ----------------------------- |
|        | Túnel de Terradelles | Ripoll   | túnel        |         | 42° 09′ 37″ N, 2° 12′ 00″ E / 42.1601727409902°N,2.19995040457058°E |           |                     | Modifica les dades a Wikidata |
|        | Túnel de l'Escala    | Ripoll   | túnel        |         | 42° 09′ 06″ N, 2° 12′ 35″ E / 42.1516041074242°N,2.20982575380422°E |           |                     | Modifica les dades a Wikidata |
|        | Túnel de la Corba    | Ripoll   | túnel        |         | 42° 09′ 56″ N, 2° 12′ 13″ E / 42.165431653077°N,2.20372175114806°E  |           |                     | Modifica les dades a Wikidata |
|        | Túnel de la Cúbia    | Ripoll   | túnel        |         | 42° 08′ 39″ N, 2° 12′ 24″ E / 42.1440534849336°N,2.2067368440411°E  |           |                     | Modifica les dades a Wikidata |

## vèrtex geodèsic
| imatge | Nom     | Ubicat a | instància de    | Detalls   | coordenades                                                        | Protecció | Commons (més fotos) | Dades a WD                    |
| ------ | ------- | -------- | --------------- | --------- | ------------------------------------------------------------------ | --------- | ------------------- | ----------------------------- |
|        | Catllac | Ripoll   | vèrtex geodèsic | Alt: 1.2m | 42° 11′ 31″ N, 2° 10′ 20″ E / 42.191988°N,2.172098°E 1112.18 msnm  |           |                     | Modifica les dades a Wikidata |
|        | Fosas   | Ripoll   | vèrtex geodèsic | Alt: 1.2m | 42° 11′ 57″ N, 2° 14′ 29″ E / 42.199277°N,2.241387°E 1087.103 msnm |           |                     | Modifica les dades a Wikidata |

## xemeneia de fàbrica
| imatge | Nom                               | Ubicat a | instància de        | Detalls                                  | coordenades | Protecció                   | Commons (més fotos)               | Dades a WD                    |
| ------ | --------------------------------- | -------- | ------------------- | ---------------------------------------- | --- | --------------------------- | --------------------------------- | ----------------------------- |
|        | Xemeneia Badia de secció circular | Ripoll   | xemeneia de fàbrica | Estil: arquitectura popular 19th century | 42° 12′ 21″ N, 2° 11′ 44″ E / 42.205955°N,2.195572°E ca:Ctra. de Sant Joan - Polígon Badia / Estamariu 692 msnm | bé cultural d'interès local | Xemeneia Badia de secció circular | Modifica les dades a Wikidata |
|        | Xemeneia Badia de secció quadrada | Ripoll   | xemeneia de fàbrica | Estil: arquitectura popular 19th century | 42° 12′ 16″ N, 2° 11′ 41″ E / 42.204351°N,2.194828°E ca:Ctra. de Sant Joan - Polígon Badia / Estamariu 688 msnm | bé cultural d'interès local | Xemeneia Badia de secció quadrada | Modifica les dades a Wikidata |

## Misc
| imatge | Nom                                                       | Ubicat a              | instància de                                            | Detalls                                                | coordenades | Protecció                                            | Commons (més fotos)                           | Dades a WD                    |
| ------ | --------------------------------------------------------- | --------------------- | ------------------------------------------------------- | ------------------------------------------------------ | --- | ---------------------------------------------------- | --------------------------------------------- | ----------------------------- |
|        | Agafallops                                                | Ripoll els Brucs      | colònia industrial nucli d'entitat singular de població | Estil: arquitectura popular 343 hab                    | 42° 11′ 21″ N, 2° 11′ 49″ E / 42.189268°N,2.196961°E 674 msnm                                                                              | bé cultural d'interès local                          | Agafallops                                    | Modifica les dades a Wikidata |
|        | Alzines de la Vila de Llaés i Alzina de l'Hostal de Llaés | Llaés                 | bosc                                                    |                                                        | 42° 09′ 12″ N, 2° 14′ 30″ E / 42.153456°N,2.241742°E                                                                                       |                                                      |                                               | Modifica les dades a Wikidata |
|        | Búnquer Línia Pirineus                                    | Ripoll                | búnquer                                                 |                                                        | 42° 12′ 57″ N, 2° 10′ 10″ E / 42.215778°N,2.169564°E                                                                                       | bé cultural d'interès local                          |                                               | Modifica les dades a Wikidata |
|        | Canal de les Fàbriques                                    | Ripoll                | aqüeducte pont                                          | Estil: arquitectura popular 1894                       | 42° 12′ 30″ N, 2° 11′ 49″ E / 42.208444°N,2.196998°E ca:Tram del canal de Rama o de Can Badia 715 msnm                                     | bé cultural d'interès local                          | Canal de les Fàbriques                        | Modifica les dades a Wikidata |
|        | Casa de la Vila de Ripoll                                 | Ripoll                | casa consistorial                                       |                                                        | 42° 12′ 04″ N, 2° 11′ 27″ E / 42.201115°N,2.190861°E                                                                                       | bé cultural d'interès local                          | Casa de la Vila de Ripoll                     | Modifica les dades a Wikidata |
|        | Castell de Llaés                                          | Ripoll                | castell                                                 | Estil: arquitectura popular                            | 42° 09′ 16″ N, 2° 14′ 52″ E / 42.15444444°N,2.24777778°E                                                                                   | bé d'interès cultural bé cultural d'interès nacional | Castell de Llaés                              | Modifica les dades a Wikidata |
|        | Cloister of Monestir de Santa Maria de Ripoll             | Ripoll                | claustre                                                |                                                        | |                                                      | Cloister of Monestir de Santa Maria de Ripoll | Modifica les dades a Wikidata |
|        | Colònia Estamariu                                         | Ripoll                | colònia tèxtil                                          | Estil: arquitectura eclèctica 1894                     | 42° 12′ 20″ N, 2° 11′ 41″ E / 42.20565°N,2.194831°E ca:Carretera de Sant Joan 690 msnm                                                     | bé cultural d'interès local                          | Colònia Estamariu                             | Modifica les dades a Wikidata |
|        | Creu Trencada                                             | Ripoll                | creu monumental                                         |                                                        | | bé cultural d'interès local                          |                                               | Modifica les dades a Wikidata |
|        | Escut de Ripoll al Casal de Joves                         | Ripoll                | relleu                                                  | Estat: no localitzat, possiblement destruït            | 42° 11′ 58″ N, 2° 11′ 19″ E / 42.199577°N,2.18867°E                                                                                        | bé cultural d'interès local                          | Escut de Ripoll al Casal de Joves             | Modifica les dades a Wikidata |
|        | Estació de Ripoll                                         | Ripoll                | estació de ferrocarril                                  |                                                        | 42° 11′ 46″ N, 2° 11′ 45″ E / 42.196027777778°N,2.1957861111111°E                                                                          |                                                      | Ripoll train station                          | Modifica les dades a Wikidata |
|        | Farga Palau                                               | Ripoll                | farga                                                   | Estil: arquitectura popular 1626 Superfície: 251 760m² | 42° 11′ 57″ N, 2° 11′ 20″ E / 42.199211°N,2.18875°E ca:Passeig de la Farga Catalana, 16                                                    | bé cultural d'interès local                          | Farga Palau                                   | Modifica les dades a Wikidata |
|        | Granja de Cal Nap                                         | Ripoll                | granja                                                  |                                                        | 42° 12′ 36″ N, 2° 11′ 28″ E / 42.2100768389543°N,2.19099823610648°E                                                                        |                                                      |                                               | Modifica les dades a Wikidata |
|        | Hospital Vell de Ripoll                                   | Ripoll                | antic hospital                                          |                                                        | 42° 11′ 59″ N, 2° 11′ 35″ E / 42.19979°N,2.19293°E                                                                                         | bé cultural d'interès local                          | Hospital Vell de Ripoll                       | Modifica les dades a Wikidata |
|        | Institut Abat Oliba                                       | Ripoll                | edifici escolar                                         | Estil: arquitectura popular 1972                       | 42° 11′ 25″ N, 2° 11′ 41″ E / 42.190379°N,2.194778°E ca:Ctra. de Barcelona 677 msnm                                                        | bé cultural d'interès local                          | Institut Abat Oliba                           | Modifica les dades a Wikidata |
|        | Muralles de Ripoll                                        | Ripoll                | muralla urbana                                          | 14th century                                           | 42° 11′ 55″ N, 2° 11′ 26″ E / 42.1985264°N,2.1905648°E ca:Riu Freser - c. Verdaguer - c. Trinitat - c. Pirineus - c. Nord - raval St. Pere | bé cultural d'interès nacional                       | Muralles de Ripoll                            | Modifica les dades a Wikidata |
|        | Nucli històric de Ripoll                                  | Ripoll                | centre històric                                         |                                                        | 42° 12′ 03″ N, 2° 11′ 26″ E / 42.200909°N,2.190681°E                                                                                       | bé integrant del patrimoni cultural català           | Nucli històric de Ripoll                      | Modifica les dades a Wikidata |
|        | Pou de glaç de Maiols                                     | Ripoll                | pou de neu                                              | Estil: arquitectura popular                            | | bé cultural d'interès local                          |                                               | Modifica les dades a Wikidata |
|        | Pou de guix de la Colònia Santa Maria                     | Ripoll                | forn de guix                                            | Estil: arquitectura popular                            | | bé cultural d'interès local                          |                                               | Modifica les dades a Wikidata |
|        | Quadra d'en Cigala                                        | Ripoll                | cabana                                                  |                                                        | 42° 11′ 57″ N, 2° 11′ 11″ E / 42.1991110811698°N,2.18645061991271°E                                                                        |                                                      |                                               | Modifica les dades a Wikidata |
|        | Rellotge de sol de l'edifici Sayol                        | Ripoll                | rellotge de sol                                         | 20th century                                           | 42° 11′ 56″ N, 2° 11′ 28″ E / 42.198887°N,2.191044°E ca:Pl. Gran, 19-20 682 msnm                                                           | bé cultural d'interès local                          | Rellotge de sol de l'edifici Sayol            | Modifica les dades a Wikidata |
|        | Sant Pere de Ripoll                                       | Ripoll                | antic municipi ens local històric de Catalunya          |                                                        | 42° 12′ 05″ N, 2° 11′ 24″ E / 42.2013°N,2.18997°E                                                                                          |                                                      |                                               | Modifica les dades a Wikidata |
|        | Sant Vicenç de Puigmal                                    | Ripoll                | vilatge ens local històric de Catalunya                 |                                                        | 42° 09′ 44″ N, 2° 13′ 32″ E / 42.1621775249688°N,2.22567332544989°E                                                                        |                                                      |                                               | Modifica les dades a Wikidata |
|        | Santa Maria de Ripoll                                     | Ripoll                | abadia benedictina                                      | Estil: arquitectura romànica 9th century               | 42° 12′ 05″ N, 2° 11′ 28″ E / 42.201485°N,2.19106389°E                                                                                     | bé d'interès cultural                                | Monestir de Santa Maria de Ripoll             | Modifica les dades a Wikidata |
|        | Teuleria de la vila de Llaers                             | Ripoll                | teuleria                                                | Estil: arquitectura popular                            | | bé cultural d'interès local                          |                                               | Modifica les dades a Wikidata |
|        | Voltes de la plaça Gran                                   | Ripoll                | porxe                                                   | 19th century                                           | 42° 11′ 56″ N, 2° 11′ 29″ E / 42.198945°N,2.19127°E 682 msnm                                                                               | bé cultural d'interès local                          | Voltes de la plaça Gran                       | Modifica les dades a Wikidata |
|        | creu d'en Besora                                          | Ripoll                | creu de terme                                           | 20th century                                           | 42° 11′ 47″ N, 2° 11′ 31″ E / 42.196368°N,2.191822°E ca:Pg. Ragull                                                                         | bé cultural d'interès local                          | Creu d'en Besora                              | Modifica les dades a Wikidata |
|        | pòrtic de Santa Maria de Ripoll                           | Santa Maria de Ripoll | pòrtic portal d'església                                |                                                        | 42° 12′ 05″ N, 2° 11′ 26″ E / 42.201389°N,2.190556°E                                                                                       | Candidat a Patrimoni de la Humanitat                 | Romanesque portal of Ripoll Monastery         | Modifica les dades a Wikidata |